# 佐原の町並み
佐原の町並み（さわらのまちなみ）は、千葉県香取市佐原（旧下総国）の市街地にある歴史的建造物が残る町並みである。商家町として栄え、古くから”北総の小江戸”、”水郷の町”と称された。1996年に関東地方で初めて重要伝統的建造物群保存地区として選定されている。2009年には平成百景、2018年には佐倉市（城下町）・成田市（門前町）・銚子市（港町）とともに日本遺産に認定された。

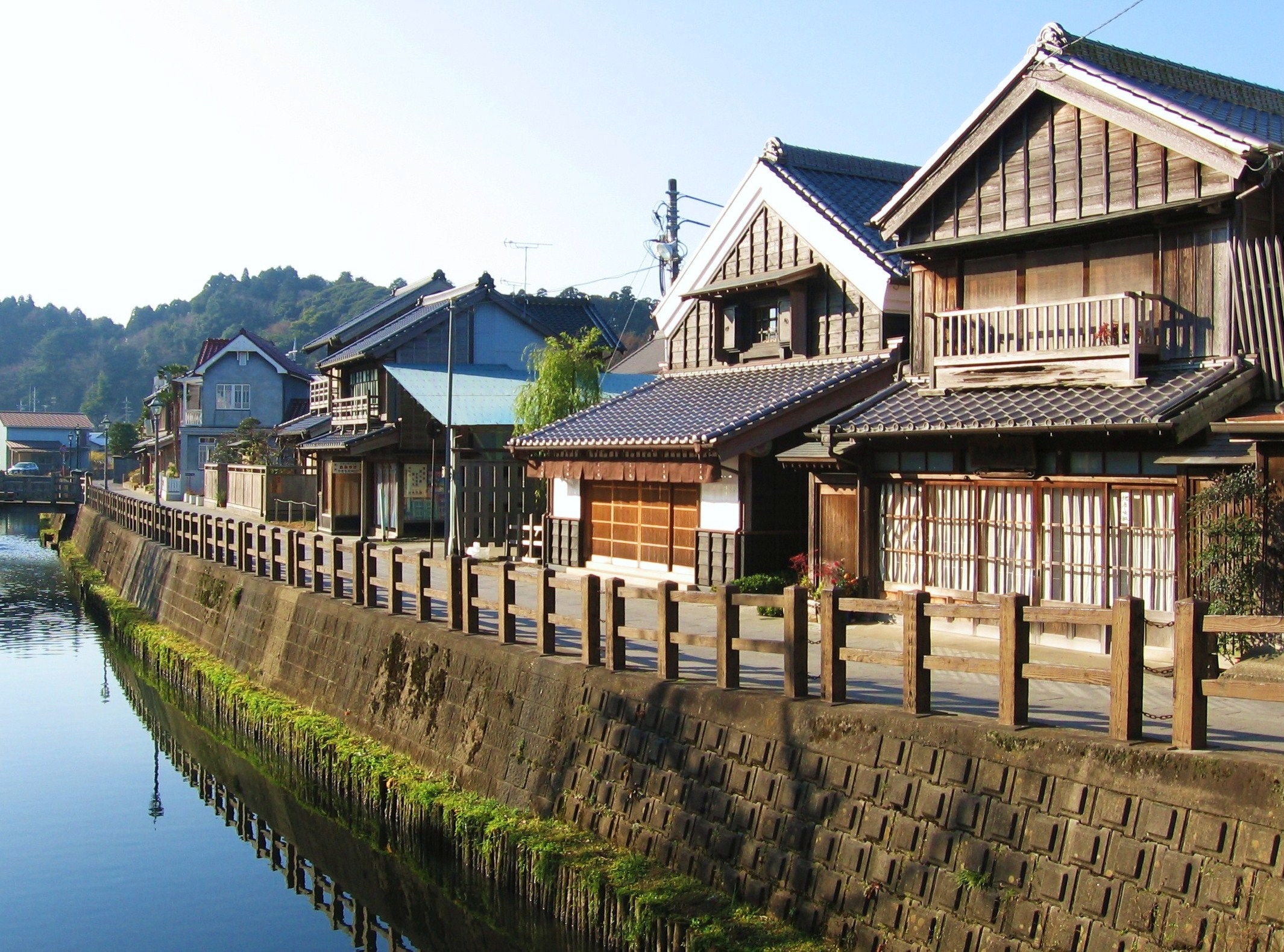
小野川沿いの佐原本町

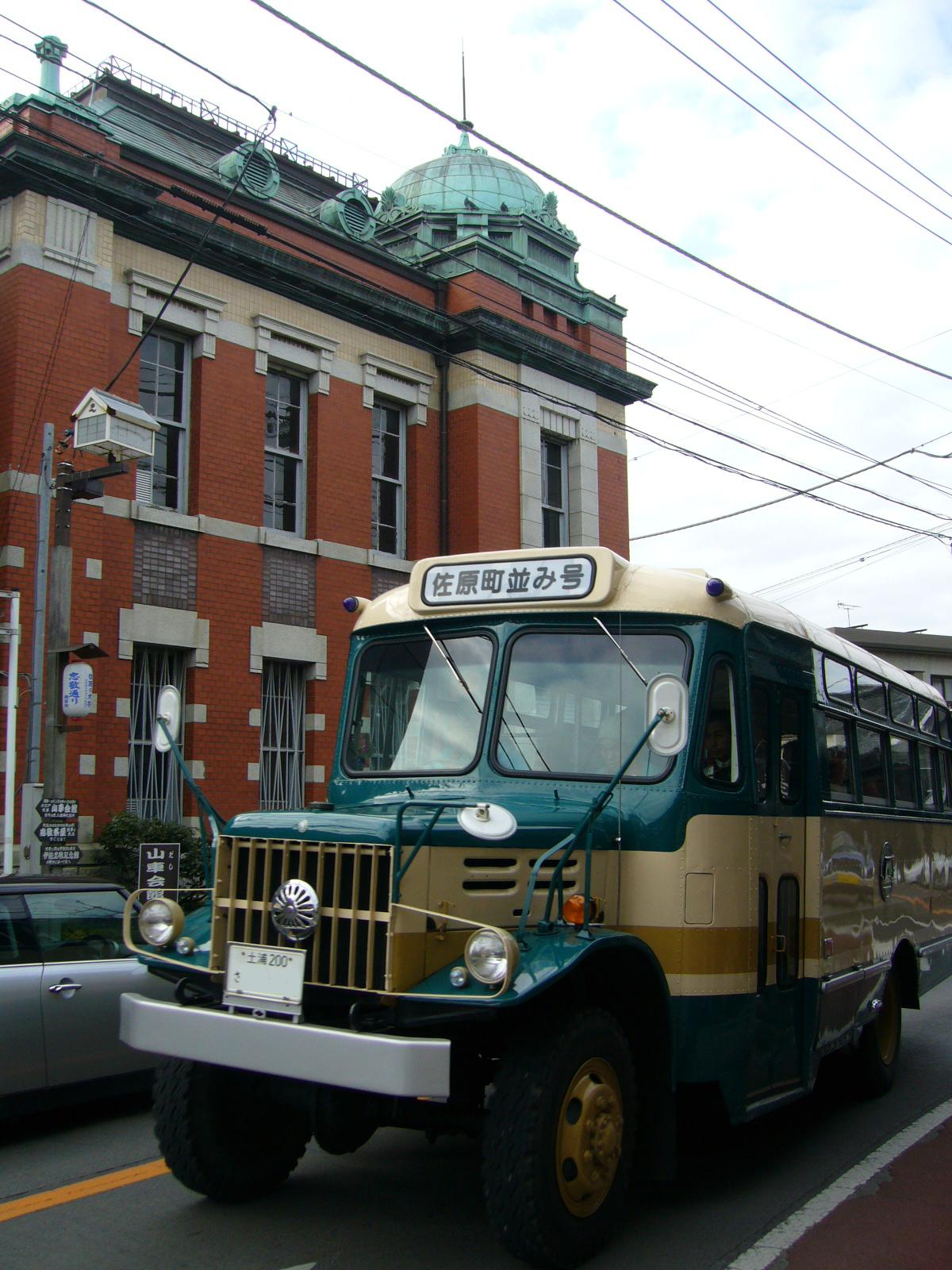
佐原三菱館とボンネットバス

## 概要

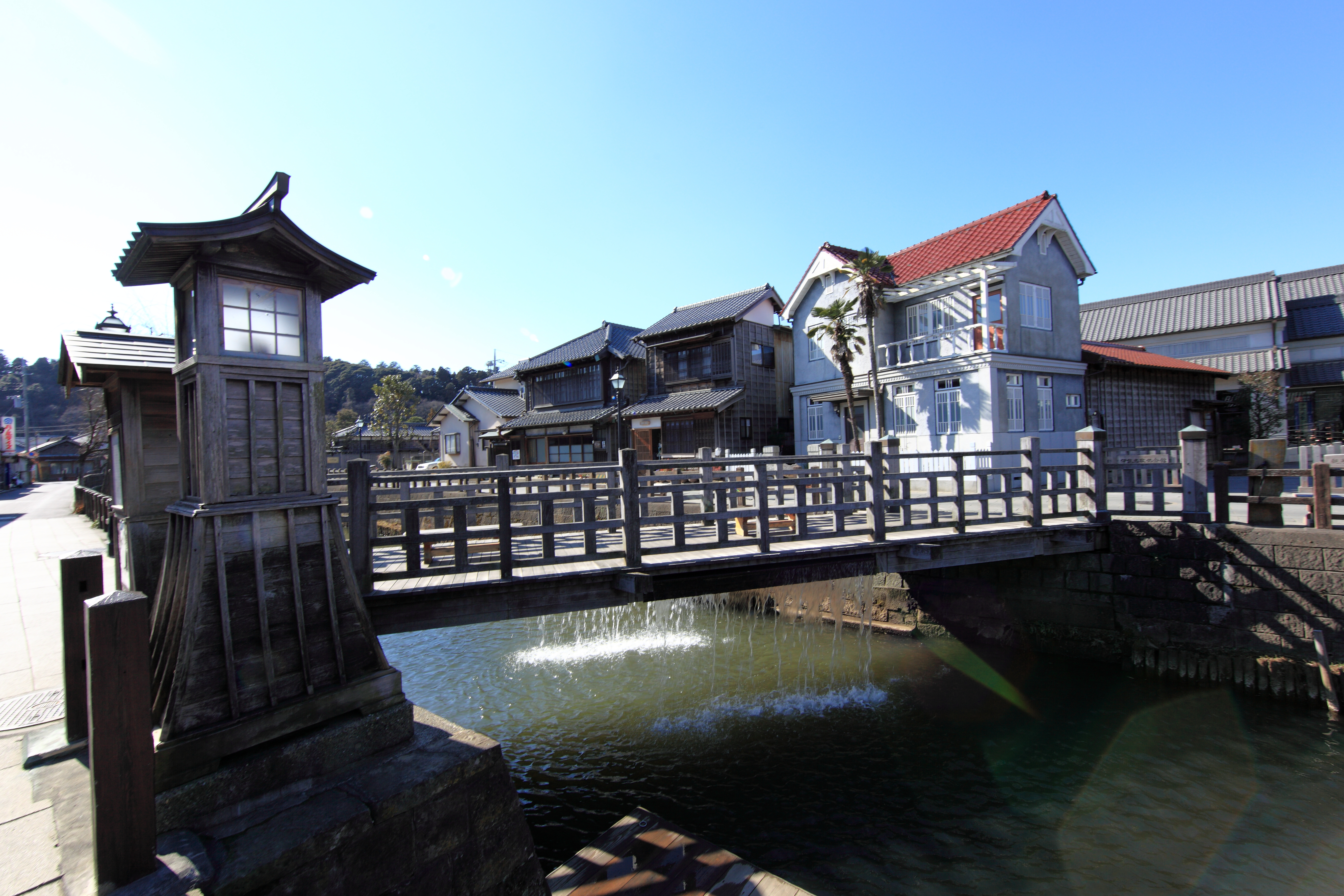
樋橋（とよはし）

佐原は、江戸時代に利根川東遷事業により舟運が盛んになると小野川沿いなどが物資の集散地として栄え始めた。小野川には物資を陸に上げるための、「だし」と呼ばれる河岸施設が多く作られた。古い街路区画の残る家屋の密集する市街地の中央を小野川が南から北へ流れる。
明治以降もしばらく繁栄は続き、自動車交通が発達し始める1955年（昭和30年）頃までにかけて、成田から鹿嶋にかけての広範囲な商圏を持つ町となっていた。”北総の小江戸”、”水郷の町”と呼ばれ「お江戸見たけりゃ佐原へござれ、佐原本町江戸まさり」と唄われた商家町。伊能忠敬が商人として活躍していた町であり、利根川水運の拠点のひとつ。江戸との交流が隆盛を極め、醸造業や商業が大きく発展。小野川沿いと香取街道沿いの7.1ヘクタールの区域が1996年（平成8年）、関東地方で初めて重要伝統的建造物群保存地区として選定された。
佐原の町並みは、佐原が最も栄えていた江戸時代末期から昭和時代前期に建てられた木造町家建築、蔵造りの店舗建築、洋風建築などから構成されている。重要伝統的建造物群保存地区内の、市街地を東西に走る通称香取街道、南北に流れる小野川沿い、及び下新町通りなどに江戸の雰囲気そのままに土蔵造りの商家や町屋が軒を連ねた町並みを見ることができる。小野川に架かる樋橋は日本の音風景100選に選定されている。小野川沿いは電線類地中化が進んでおり良質な景観形成の向上が行われている。
地域における歴史的風致の維持及び向上に関する法律（歴史まちづくり法）に基づき策定した香取市歴史的風致維持向上計画について、2019年（平成31年）3月26日付けで文部科学大臣、農林水産大臣、国土交通大臣により計画が認定された。香取神宮本殿・ 楼門およびその周辺地域と、佐原の山車行事や香取神宮の式年神幸祭などからなる歴史的風致の維持向上を図るため、歴史的建造物の保存修理に係る事業や、山車の巡行沿いの電線類地中化や修景整備事業、佐原の山車行事で用いる用具の保存修理に関する事業などが位置づけられている。
小野川沿いを中心とした地区では江戸の影響を多少なりとも受けた佐原の大祭（7月の本宿祇園祭と10月の新宿秋祭り）が行われ豪華絢爛な山車が引き回される。佐原の大祭は川越氷川祭・常陸國總社宮大祭とともに関東三大祭りの一つであり、2016年（平成28年）12月にユネスコ世界無形文化遺産に登録されている。

## 町並みの形成とその発展

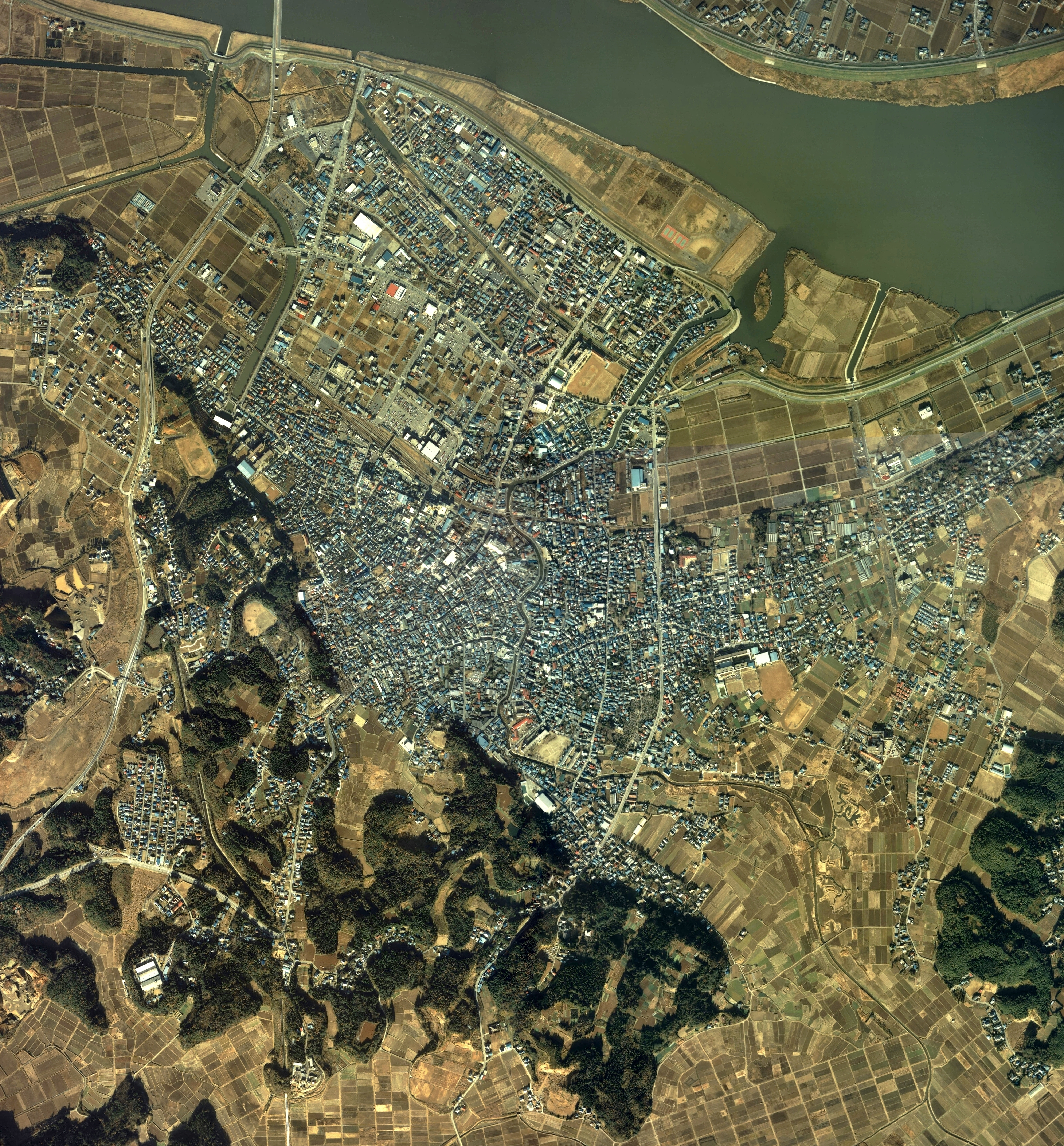
佐原周辺の空中写真。画像中央の市街地が佐原地区。中央を小野川が南から北へ流れる。画像上方の大河川は利根川。

小野川沿いの商業都市としての町並みは、遅くとも南北朝時代に作られたとされる。佐原の地は香取神宮領内にあった村落の1つであるが、元々は小野川と香取海の間に形成された砂州の堆積によって形成された無主地であったとみられ、香取神宮の支配も限定的であったことがその後の町の発展に影響を与えたと考えられる。1374年頃に作成された「海夫注文」と呼ばれる文書にはこの地域の主要な津（港）の名前が記されており、その中に「さわらの津 中村」という表記があり、これは千葉氏の被官である中村氏が佐原の地頭であったことを示しているとみられる。また、1388年にこの中村氏によるものとみられる「嘉慶二年一二月一一日付中村胤幹還付状（写）」によって当時の佐原に市場や宿が形成されていたことが判明する。はじめは小野川の東側が中心であったが、江戸時代に入る頃には西側まで範囲が拡大した。そしてこの時期から、東側を「本宿」、西側を「新宿」と呼ぶようになった。
利根川東遷事業が完了し、小野川が利根川と繋がると、東北地方などから物資が利根川を経由し江戸へ至るルートが確立されたため、佐原はその舟運の拠点となった。新宿では定期市（六斎市）が開かれにぎわった。さらに、醤油や酒の醸造業が盛んとなった。江戸中期には35軒もの造酒屋が存在し、関東灘とも呼ばれた。佐原は香取街道のほか銚子方面、成田方面への街道も通じ、陸上交通の要衝でもあった。
江戸時代後期の1838年には、人口が5647人を数えた。この江戸後期から明治時代にかけてが、佐原の最も栄えた時代である。その繁栄の様子は、1855年の『利根川図志』にも取り上げられている。同書によると、小野川を利用する商人や旅人は両岸の狭いことをうらみ、往来する舟や人は昼夜止むことがなかったという。
また、他の地方から佐原に店を出す商人もあった。たとえば京都の2代目杉本新右衛門は、「日本国中、正月の元日から商売の出来るのは、伊勢の山田と下総の佐原である」として、1786年、佐原に呉服屋「奈良屋」を出店し、佐原を代表する商店となった。こういった経済的な繁栄は文化にも影響を与え、楫取魚彦、伊能忠敬を輩出することとなった。
1898年、佐原まで鉄道が開通すると、東京までの物資の輸送としての舟運は下火になるが、代わりに、周辺の鉄道が通じていない農村から米などの物資を佐原駅まで舟で運搬し、それを鉄道で他地域に運ぶというルートが確立したため、その後も繁栄は続いた。1920年の国勢調査では、佐原の人口は15299人で、これは千葉県内では千葉、銚子に次ぐ数字であった。

## 建築物の特徴と保存方法

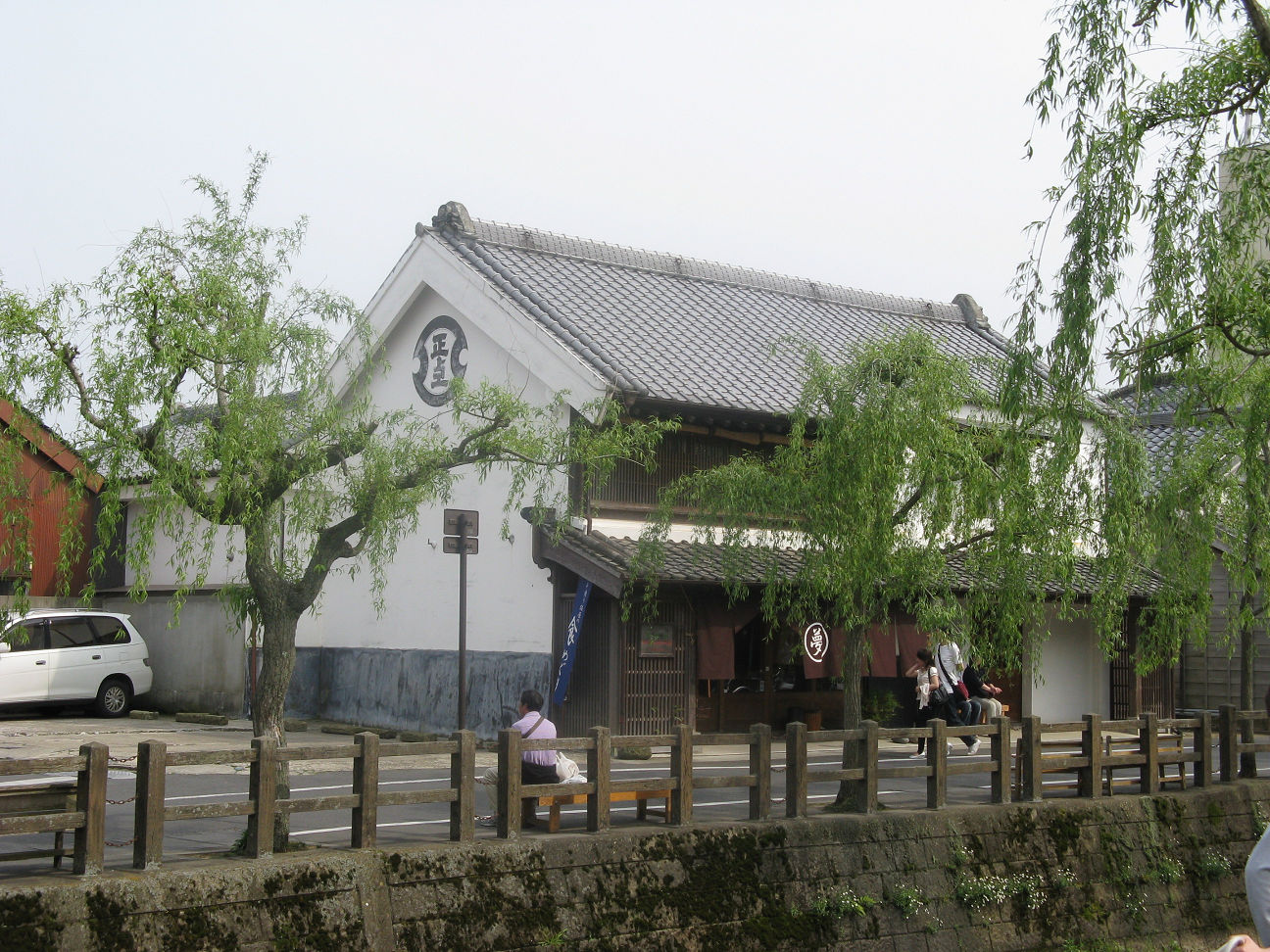
古い蔵を利用したフランス料理店。

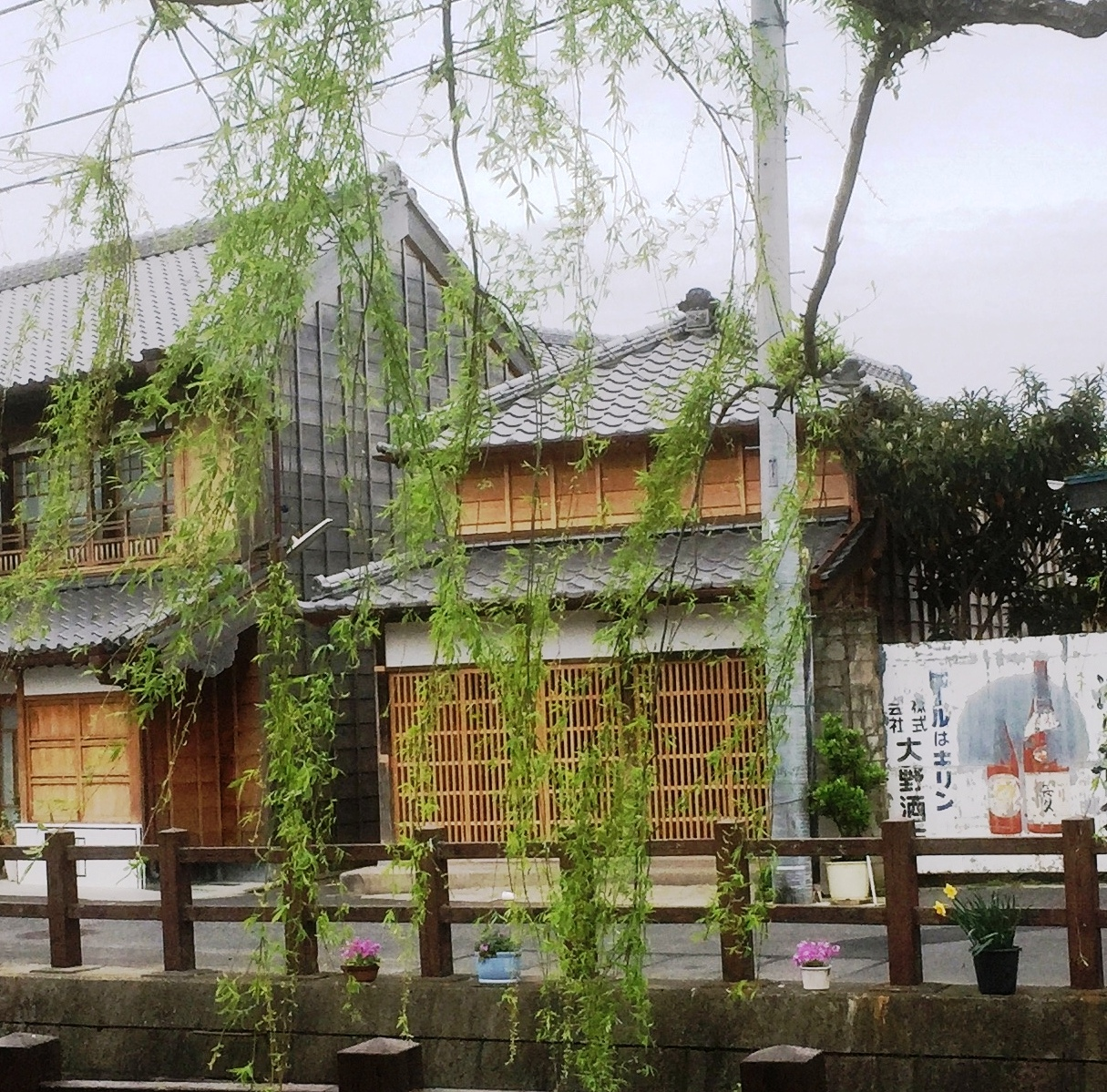
さわら部で初代「さわらぼ」として使用された建物。2017年からは地域活性化施設として「やまゆ」が使用し、さわらぼは別拠点で活動している。

忠敬橋を中心として、小野川沿い約700メートル、香取街道（千葉県道55号佐原山田線）沿い約1000メートルの範囲、および下新町通りに歴史的建造物が多く存在する。小野川沿いは、かつて米問屋や醸造業を営んでいた店が多いことから、比較的大規模の店が多い。道沿いには柳の木が植えられ、また、川から荷物を揚げるのに用いられた「だし」と呼ばれる階段が復元されている。香取街道沿いは小型な切妻平入り2階建ての店が多い。また、銀行として使われた洋風の建物もあり、変化に富んでいる。下新町通りには町屋は少なく、醸造家や地主の大規模な敷地が目立つ。
建造物の特徴としては、江戸時代（主に土蔵）から明治（正文堂など）、大正（三菱館など）、昭和まで、幅広い年代の建造物が混在していることが挙げられる。ただし1892年に大火が起こったため、現存する建物の大半はそれ以後に建築されたものである。また、その火事の影響から、防火設備を施したものも多い。
現在でも当時の商売を続けている店舗が多く、生きている町並みであるといわれている。商業都市としての機能が薄れたにもかかわらず店舗が保存されてきた理由としては、繁栄当時の富の蓄積があったことや、店の規模は縮小しても住居として使用しているため空き家にならなかったことが挙げられている。実際、本地区の人口自体は、商業活動が衰退した後もしばらくは大幅な減少が見られなかった。これは、通勤圏に成田空港の関連企業や鹿島臨海工業地帯が作られたため、佐原に住み続けてこれらの勤務地に通う住人がいたことも影響していると考えられている。
しかしながら、近年は観光客向けの店が増えてきており、生活感が失われてきていると指摘する意見もある。また、廃業して住宅地や廃屋となった店舗も見られる。特に小野川沿いは舟運に依存した店が多かったこともあり、廃業し現代的な建物の住宅地となった区域が多い。1989年からは佐原の中心市街地の人口も減少を続けており、建物の維持管理や後継者問題などの課題も抱えている。
空き家の解消として、空き店舗を活用して新たな商売を始めるところも現れてきている。また、空き家を香取市が譲り受けて修繕したのちに、地域活性化施設として事業者に期間限定で提供する活動を始めた。2017年からは地元の団体「やまゆ」がこの店舗を使用してイベント等を開催している。
建築物の改築や修繕については、香取市佐原地区歴史的景観条例（合併前の「佐原市歴史的景観条例」に相当するもの）に則っている。この条例では町並みを「伝統的建造物保存地区」と「景観形成地区」に分けており、建物の改築等を行う際には、前者は許可が、後者は届出が必要になる。また、建物の修繕を行うにあたっては、助成率に応じた助成金が支給される。2007年の時点で、伝統的建造物保存地区で90件、景観形成地区で35件の修理を行った。
建物の改築にあたっては、街路沿いの景観を守るために、高さは3階以下、構造は伝統的建築様式を基本とする、などといった一定の規制を設けている。しかし工法や材質の基準は緩やかであり、例えば瓦については「黒色または鼠色の日本瓦」であればよい。ただし、町並みに対する意識が高まりによって、1998年ごろからは旧来の方式による燻し瓦を使用することが多くなったという。街路の奥にある住宅部分に関しては制限が無いため、現代風に改築される例が多い。
様々な年代の建築物が残されているため、改築にあたっては特定の時代設定をせず、どの時代を再現した建築にするかは建物によって異なる。また、建物を古く見せるための古色塗りを行わずに、新しい木材をそのまま使い、年月を経ることで周囲となじませるようにしているのも特徴である。
空き地に新しく木造建築を建てる場合、都市計画法の防火地域に指定されていると建築の制限を受けるが、本地区では防火地域の指定を解除した。代わりに「まちかど消火栓」を複数設けて初期消火に対応している。

## 主な建築物

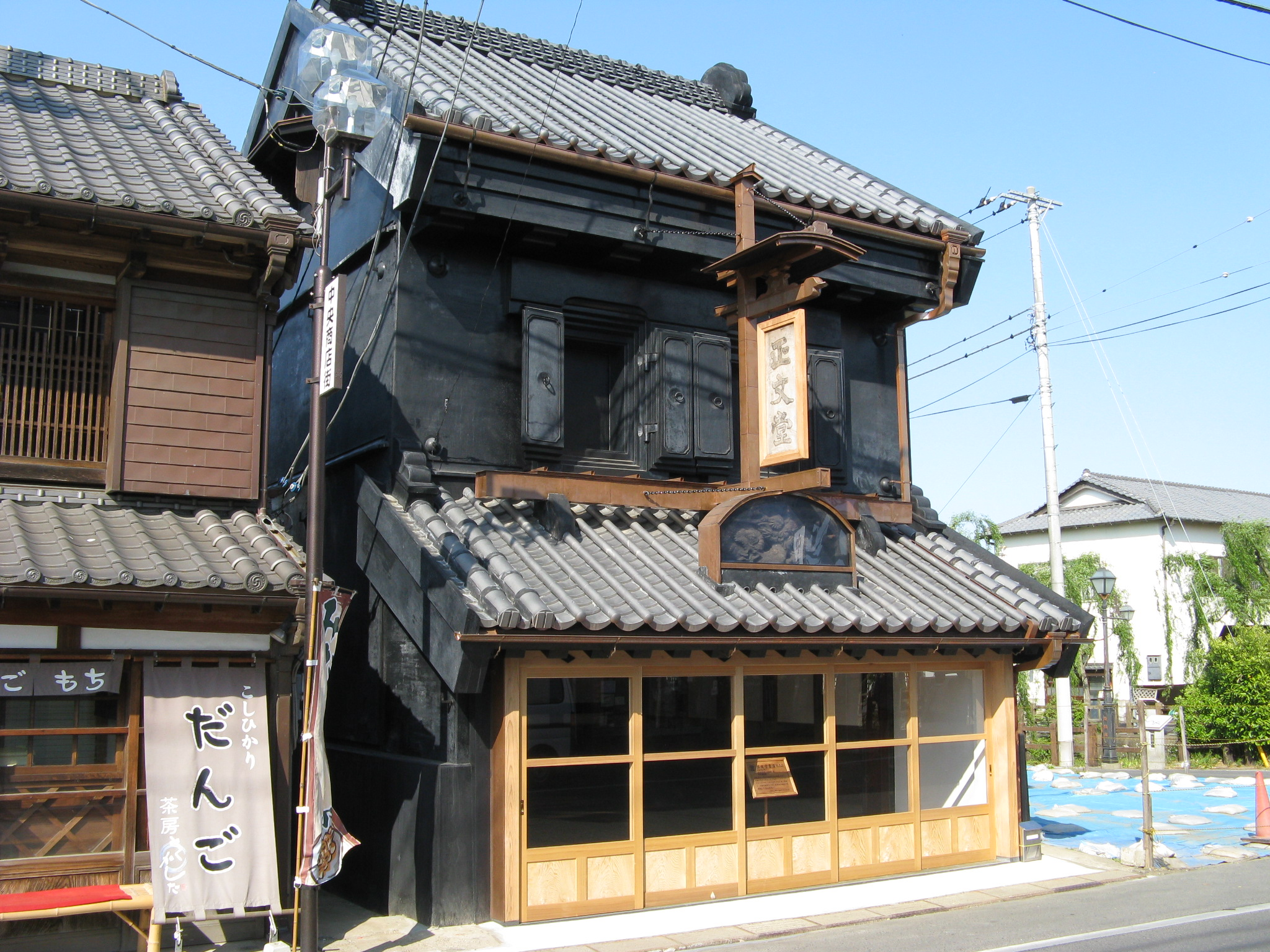
正文堂書店

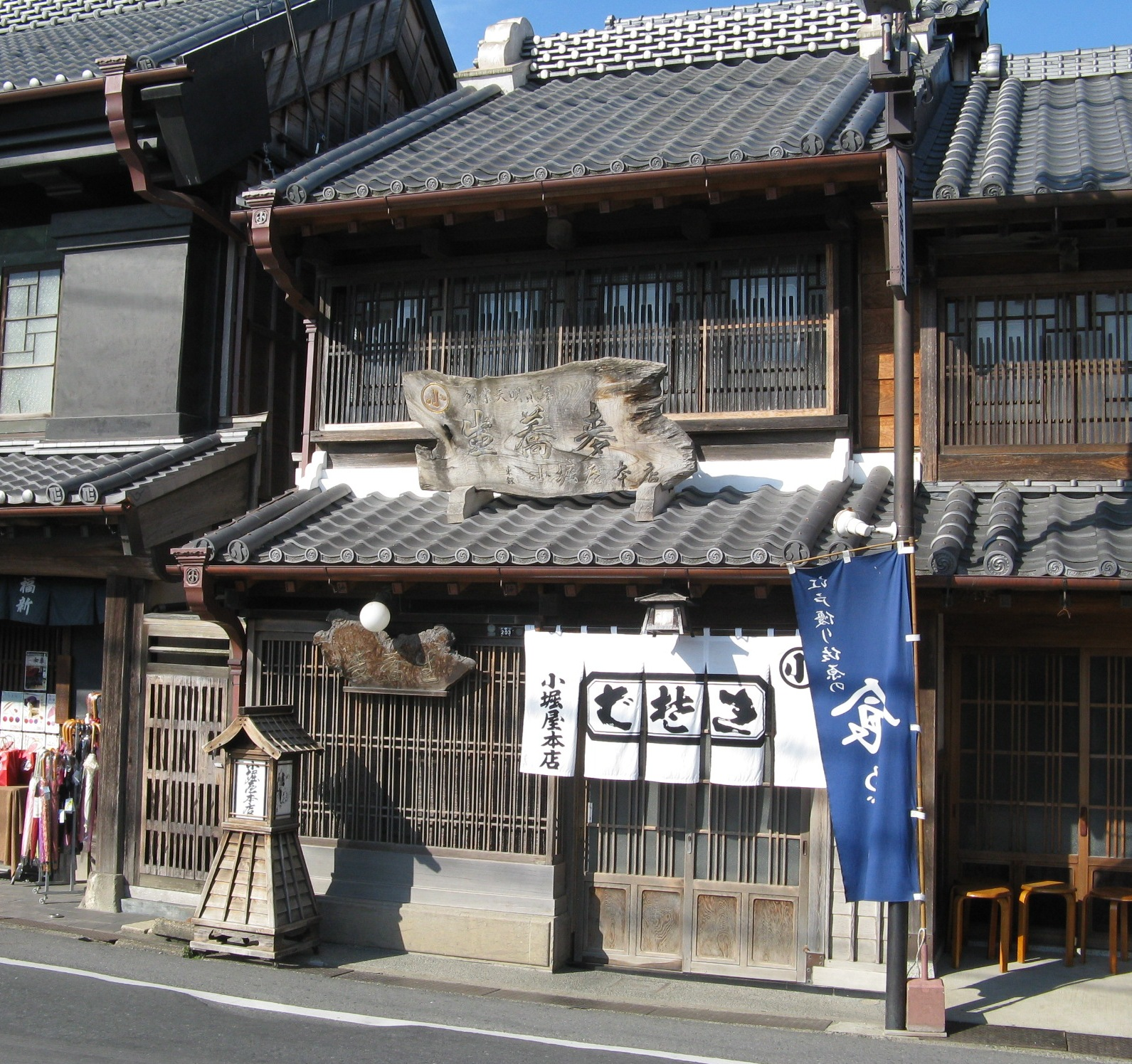
小堀屋本店

- 伊能忠敬旧宅（国の史跡）
- 佐原三菱館（千葉県指定文化財）

旧三菱銀行佐原支店本館、1914年（大正3年）建築時は川崎銀行佐原支店、設計・施工清水満之助商店、現在の清水建設。
- 正文堂書店店舗（千葉県指定文化財）

現在の建物は1880年（明治13年）建築。江戸時代から本を販売してきたが、現在は書店としての営業を停止し、店舗は和菓子屋として活用されている。古くは和書の出版にもたずさわっていた。店舗は切妻造2階建の店蔵で、龍の彫り物を配した看板が特徴であった。東日本大震災によって看板および瓦全体が崩落。瓦は小江戸瓦と呼ばれる特殊な瓦を使用していたため、修復にあたって特注した。ただし、安全面・予算面の都合で、従来の土葺きから空葺きへと変更している（震災の被害にあった他の県指定文化財も同様）。また、内部の造りに大幅な変更を加えている。
- 小堀屋本店店舗（千葉県指定文化財）

創業1782年（天明2年）の蕎麦屋。現在の建物は1900年（明治33年）建築で、木造切妻造2階建。奥の土蔵は1890年（明治23年）の建築である。入口の硝子戸は1902年（明治35年）に発注したもので、当時の佐原で硝子戸の使用は珍しかった。東日本大震災によって店舗・土蔵共に瓦の崩落などの被害を受けた。
- 福新呉服店（千葉県指定文化財）

創業1804年（文化元年）。藍染製品などを販売。現在の店舗は1892年（明治25年）の大火後に建築された。火災を防ぐため側面が土蔵造りとなっている。震災によって店舗・土蔵共に瓦の崩落などの被害を受けた。特に土蔵の壁が大きく崩れたが、本来の工法で修復した。
- 中村屋乾物店（千葉県指定文化財）

江戸時代からの乾物商。現在の店舗は1892年（明治25年）に建てられた2階建て土蔵造で、2階の扉に木彫りの看板がはめ込まれているのが特徴。店舗の奥には土蔵がある。震災で店舗の瓦や壁に被害を受け、特注の瓦を使って修理した。
- 正上醤油店（千葉県指定文化財）

創業時は油屋を営んでいたが、1832年（天保3年）に醤油の製造を始める。現在は佃煮の販売を主におこなっている。現在の建物は1832年の建築で、隣の土蔵は明治初期の建築。震災では、店舗に瓦の崩落、土蔵に液状化による被害などがあった。
- 旧油惣商店（千葉県指定文化財）

江戸時代は酒造、奈良漬の製造、明治からは問屋を営んだ。1900年（明治33年）建築の旧店舗と、1798年（寛政10年）建築とされる土蔵が文化財に指定されており、特に土蔵は佐原で最古のものである。震災では土蔵の棟木が折れるなどの大きな被害を受け、全面的な修理が必要となった。
- 中村屋商店（千葉県指定文化財）

1874年（明治7年）より畳表、雑貨商を営み、平成期からは雑貨等を販売している。建物はそれ以前の1855年（安政2年）建築で2階建切妻造。小野川沿いの道と香取街道の交わる変形した敷地にあるため、五角形の柱を使用するなど、間取りに工夫が見られる。土蔵は1892年（明治25年）の建築。店舗は震災の被害が少なかったが、土蔵は全体的に被害を受けた。2018年、店舗部分を複合宿泊施設である「佐原商家町ホテルNIPPONIA」に貸し出してフロント及びレストランとして活用するようになり、雑貨販売は土蔵へと移動した。

## 町並み保存活動の歴史

### 中心市街地の移転

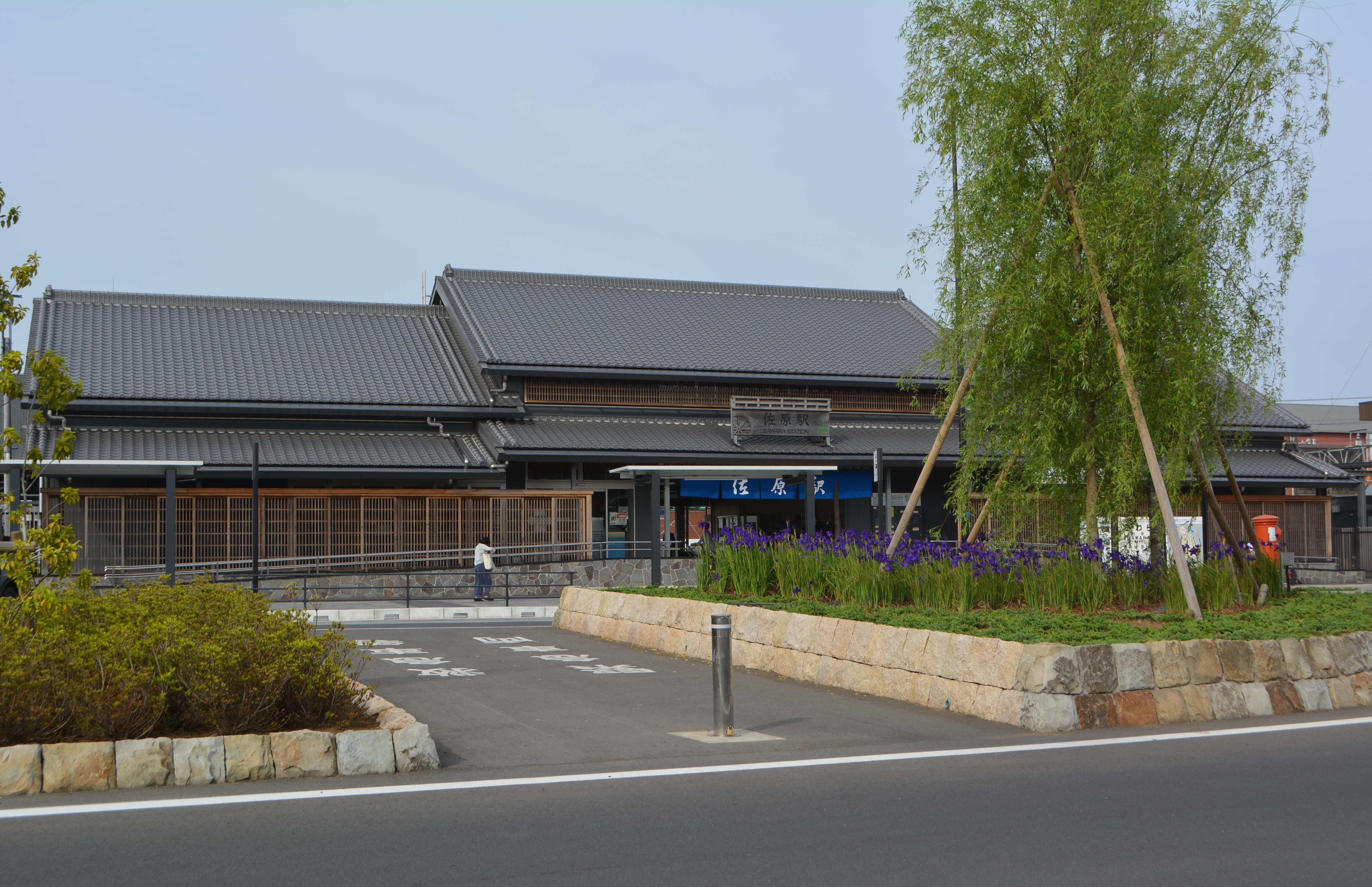
JR佐原駅（2016年）

1933年、成田線が松岸駅まで延伸されると、鉄道における佐原の優位性は薄まった。その3年後には水郷大橋が開通し、佐原地区の交通にも変化が見られるようになり、舟運は衰退していった。さらに、かつて栄えた醸造業も、他都市の醸造家が近代化して生産量を増してゆくにつれて数を減らしてゆき、1926年の時点で佐原の醸造家は7人となった。
第二次世界大戦後になると、佐原の中心部も佐原駅周辺へと移動した。市役所も1957年に駅の北側へと移転し、さらに1971年には中心市街地にあった呉服屋が駅前へと移転して大型デパートとなった。一方で、小野川周辺のかつての市街地は商業活動が衰え、廃業する店舗も多かった。ただし、店舗と住居が同じ建物である場合、商売は止めても住居として建物を残すところが多かったため、多くの伝統的な建造物は残された。しかしこの時期は住民の町並み保存に対する意識は薄く、全国的な近代化の影響などを受けて、蔵を現代的な店舗に建て替えることも珍しくなかった。

### 1974年の調査

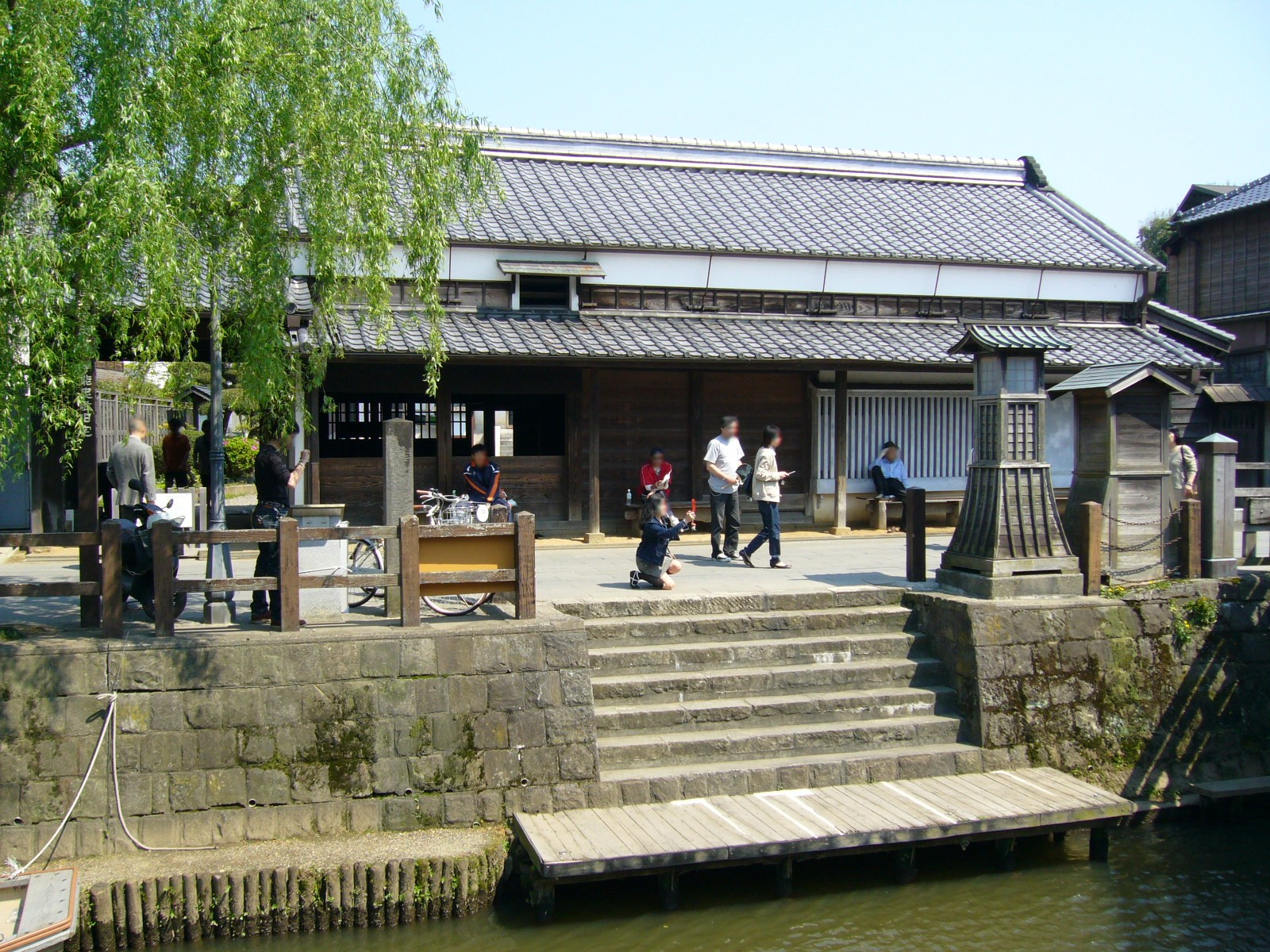
伊能忠敬旧宅。川岸に作られている階段が「だし」。

1974年、文化庁は、市街地の開発によって全国的に破壊されつつある伝統的な景観を保護するため、「伝統的建造物群保存地区保存対策のための調査および計画策定」と銘打って、いくつかの地区を対象に調査を計画した。佐原は、河港商業都市としての景観を良く残しているとしてこの調査の対象に選ばれた。そして、佐原市が主体となって、国や県の補助を受けつつ調査し、調査結果は大河直躬らの手により翌年に報告書としてまとめられた。
調査によって、佐原の町並みには文化財としての価値があることが認められた。具体的には、小野川沿いと香取街道沿いを中心に、町屋や土蔵といった古い建築物が残り、町並みは江戸時代から昭和まで幅広い年代の建材物が混在していることが明らかになった。建築物以外では、小野川両岸の石垣や荷揚用階段（だし）が景観上重要で、これらも含めて町並み保存の対象にした。
しかし、この時期の主な取り組みは、町屋2棟を県の文化財に指定したことにとどまり、積極的な保存活動は見られなかった。当時の佐原は今までの繁栄していた雰囲気を残しており、保存より再開発を望む声も多かった。小野川沿いに植えられていた柳やプラタナスの並木は多くが切られ、だしもその後に護岸工事のためほとんどが取り壊された。さらには、小野川に蓋をして、その上を駐車場にする案まであった。

### 1982年の調査
1982年、財団法人観光資源保護財団の手により、佐原の町並みに関する2度目の調査がおこなわれた。この調査は、「前回の調査を受けて、町並み保存についてより具体的な、一歩すすんだ方針を得ようとする」ことを目的とした。調査報告書は千葉大学の福川裕一らの手によって、1983年に「佐原の町並み よみがえれ、水郷の商都」としてまとめられた。
この報告書には、調査員からの意見や感想がいくつか見られるが、たとえば全国町並み保存連盟顧問の石川忠臣は、「佐原の歴史的町並みは、正直にいって、すばらしいとはいいがたい。小野川沿いにしろ、香取街道沿いにしろ、現代風に改造、新築した家も多く、町並みとしてはいわゆる"歯抜け"の状況が目立つ」と評したうえで、しかし、妻籠の町並みが保存活動によって観光資源としてよみがえったように、佐原も"やる気"があれば再生可能だと述べた。
しかし、この調査後も町並み保存についての進展は少なく、先進地の視察研修程度にとどまった。住民の意識も、前回調査時と比べると変わりつつあったものの、伝統的な町並みを生かすという考えをとる人は一部にとどまった。
したがって、この間に奈良屋（大正6年築、木造2階建てデパート）や、数棟の茅葺きの町屋などが取り壊された。取り壊されなかった建物も、いわゆる看板建築のように前面に新しく覆いがされ、元の外見を見えなくしたものも多かった。小野川のだしも1989年時点で残っているのは2か所のみとなった。そして川沿いには路上駐車の車が並び、「あとは通過する車のための余地がようやく残されるだけ」といった状態であった。2度にわたる調査がいずれも具体的な活動や重要伝統的建造物群保存地区の選定といった成果に結び付かなかったことは、町並み保存運動として「2度の失敗」と位置付けられている。とはいうものの、この年代になると、本地区はすでにかつての地域中心都市としての地位が低下していたこともあって、他の都市と比較して大規模な乱開発はまぬがれ、多くの歴史的建造物は残された。

### 保存活動の始まり

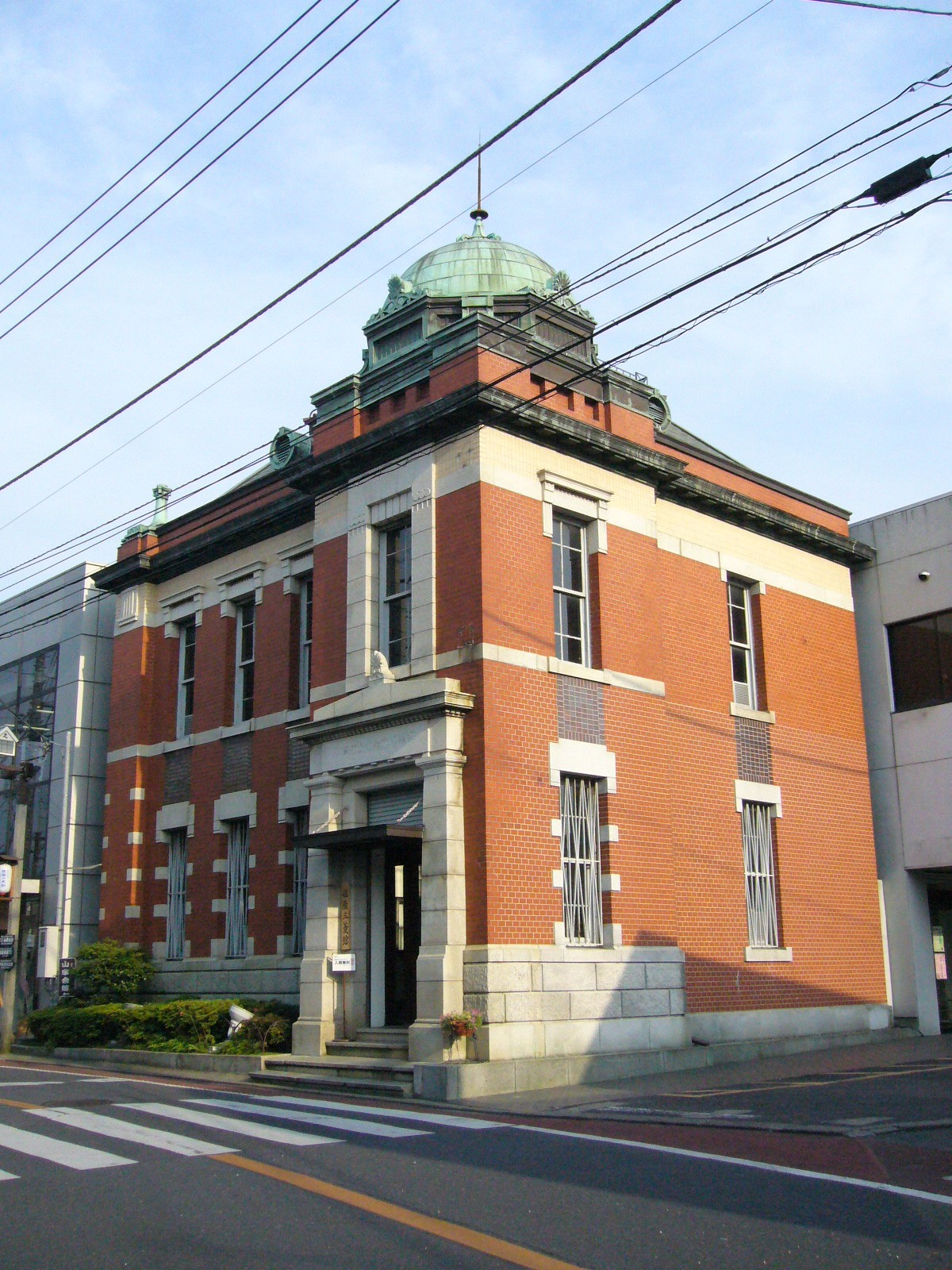
佐原三菱館

昭和60年代に入ると、モータリゼーションなどの影響で、買い物客は郊外に進出してきた大型店舗を利用するようになった。さらに、成田空港の開港、鹿島・神栖の工業地域の形成といった周辺自治体の発展の影響がさらに強まり、佐原は地域における商業の中心地としての機能を失っていた。そのなかで、佐原の町を再び活気づかせるため、観光客の取り込みが模索されるようになり、その一環として歴史的な町並みが注目されるようになった。
具体的な町並み保存活動のきっかけとなったのは、竹下登首相のもとで1988年から実施されたふるさと創生事業である。佐原市はこの資金の使い道についてアイディアを募集したところ、町並み保存や伊能忠敬関係について使うという意見が多く出された。これらの案は市役所職員による検討ののち、佐原市と市民の代表者の間で数回にわたる話し合いがなされた。さらに国土庁地域振興アドバイザーの勧めもあって、町並み保存の流れで話がまとまった。そして1991年、市民団体「佐原の町並みを考える会」が設立された（同年7月に「小野川と佐原の町並みを考える会」に名称変更。以下、本項では「考える会」と表記する）。
また、当時佐原を代表する洋風建築であった三菱銀行佐原支店の建物（三菱館）は、改築によって取り壊されることになっていた。地元有志はこれに反対して建物の保存を訴え、その結果、三菱銀行は三菱館を市に寄贈することに決まった（土地は市が取得）。

### 保存計画の作成

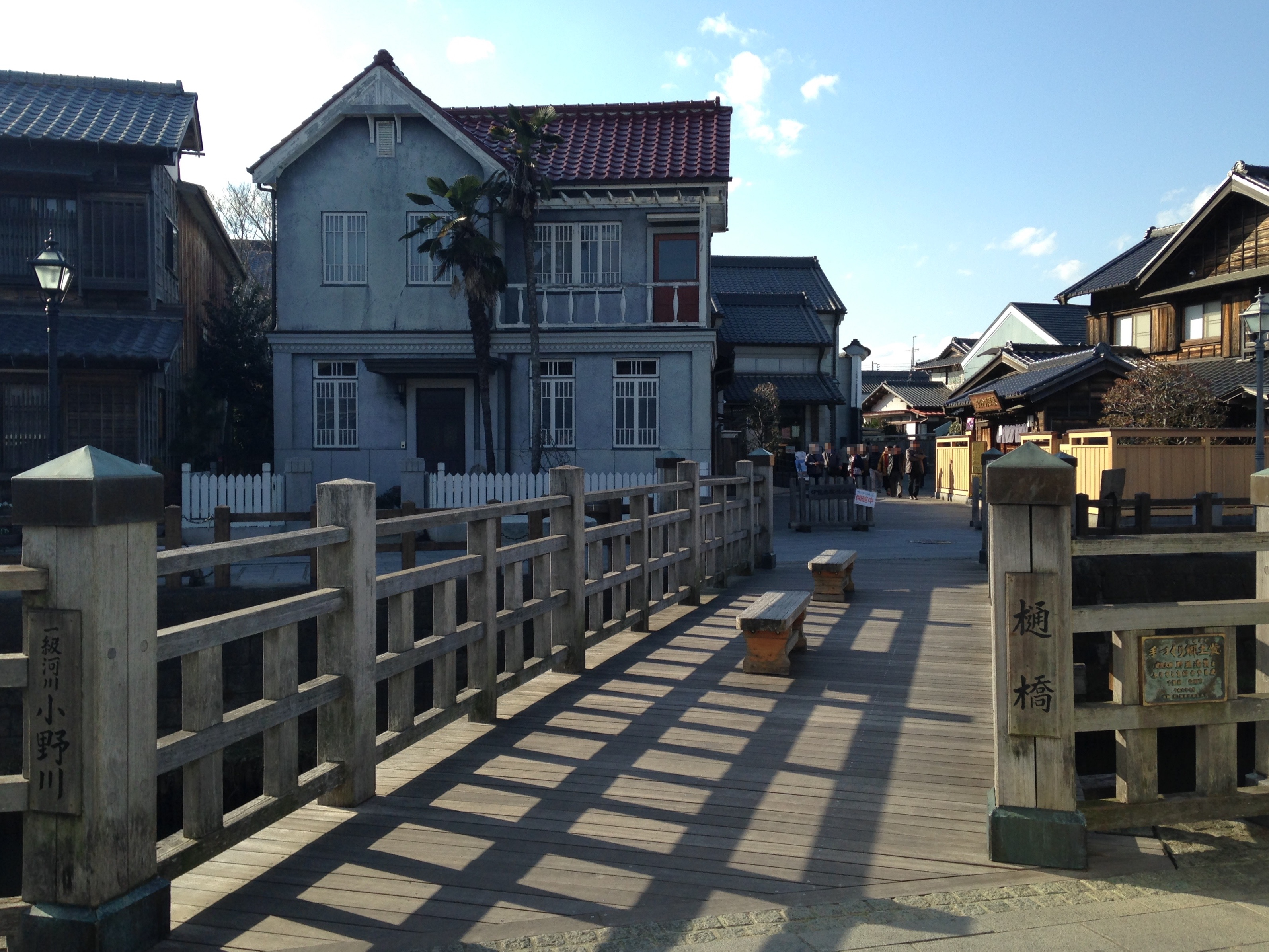
架け替え後の樋橋

考える会は三菱館を拠点にして観光案内をおこない、夜には学習会を開いて保存計画を考えた。計画を立てるにあたっては、町並み保存先進地の事例を参考にしようとしたが、保存方法は各地でばらばらであり、統一したマニュアルも無かったため、行政担当の高橋賢一が作った案をもとに、佐原に合った方法を考えて作成することにした。
1992年5月からは、行政と協力して実際に建物調査をおこなった。これは、独自に作った調査台帳に基づいて建物の構造などを調べるもので、331件617棟を調査した。建物の価値はA（絶対に残したいもの）からD（歴史的景観を阻害しているもの）までの4段階に分類し、その分布などから保存の対象とする地区を決め、市の予算に見合うように保存経費を算出した。
このようにして考える会は企画書「佐原市小野川・香取街道歴史的町並み保存基本計画」を作成し、1992年9月、市長に提出した。当時の佐原市長鈴木全一は後に、「調査員の方々が一軒一軒歩きながら作った資料を見せられて、驚きました。皆さんの強い意気込みが伝わり、3度目の正直ではないが、今回は成功するのではないかと感じたものです」と述べている。
佐原市は補助金を出し、より総合的・具体的な保存計画を出すように求めた。この計画書は関係機関などとの協議のもとで作成され、1993年5月に「佐原市佐原地区町並み形成基本計画」として刊行された。
この間の1992年には、小野川にかかる樋橋が木造の橋に架け替えられた。樋橋は江戸時代には橋から水が流れ落ちていたことからこの橋はジャージャー橋と呼ばれているが、架け替え後には橋からの落水も復活させた。

### 重伝建地区への選定
「佐原市佐原地区町並み形成基本計画」は保存地区全戸に配布され、さらに考える会によって住民向けの資料「町並み保存Q&A」が作成された。佐原市と考える会は共同で説明会を開いた。
佐原市は1994年に「佐原市歴史的景観条例」を施行し、1995年には市の窓口となるまちづくり推進室を設置した。景観条例の施行によって助成のシステムが整い、1994年から1997年までの間に合計45件の修理・修景がおこなわれた。
また、1994年には、実際に保存地区に住んでいる住民によって「佐原町並み保存会」が発足した。これによって、考える会、行政、地域住民が一体となって町並み保存に取り組める体制が整った。
考える会では1995年から毎年小野川の清掃・美化作業を始めた。当時の小野川は生活排水が流れ込み、粗大ごみが捨てられているような状態だった。そのようななかで地域住民がこの川の価値に気付いたのは、岐阜県高山市から来た視察団に、「どうして資源として活用しないのか」と尋ねられたことがきっかけだった。さらに、佐原に来た観光客から川が汚いとの指摘を受けたことが、清掃作業を始める契機となった。小野川清掃活動は、町並み保存に乗り気でなかった地域住民からの理解を得ることにもつながった。また、1996年には小野川浄化用水の導水施設も稼働した。
そして1995年、佐原市は保存地区を決めるにあたっての同意書を作成し、建物の所有者の同意を得ることにした。市は考える会と協力して所有者に対して戸別に説明し、その結果、92%の賛同票を得ることができた。
このような活動が実を結び、1996年12月10日の官報告示で、佐原の町並みは重要伝統的建造物群保存地区（重伝建）に選定された。関東地区からは初の選出だった。

### 保存活動と観光事業の推進

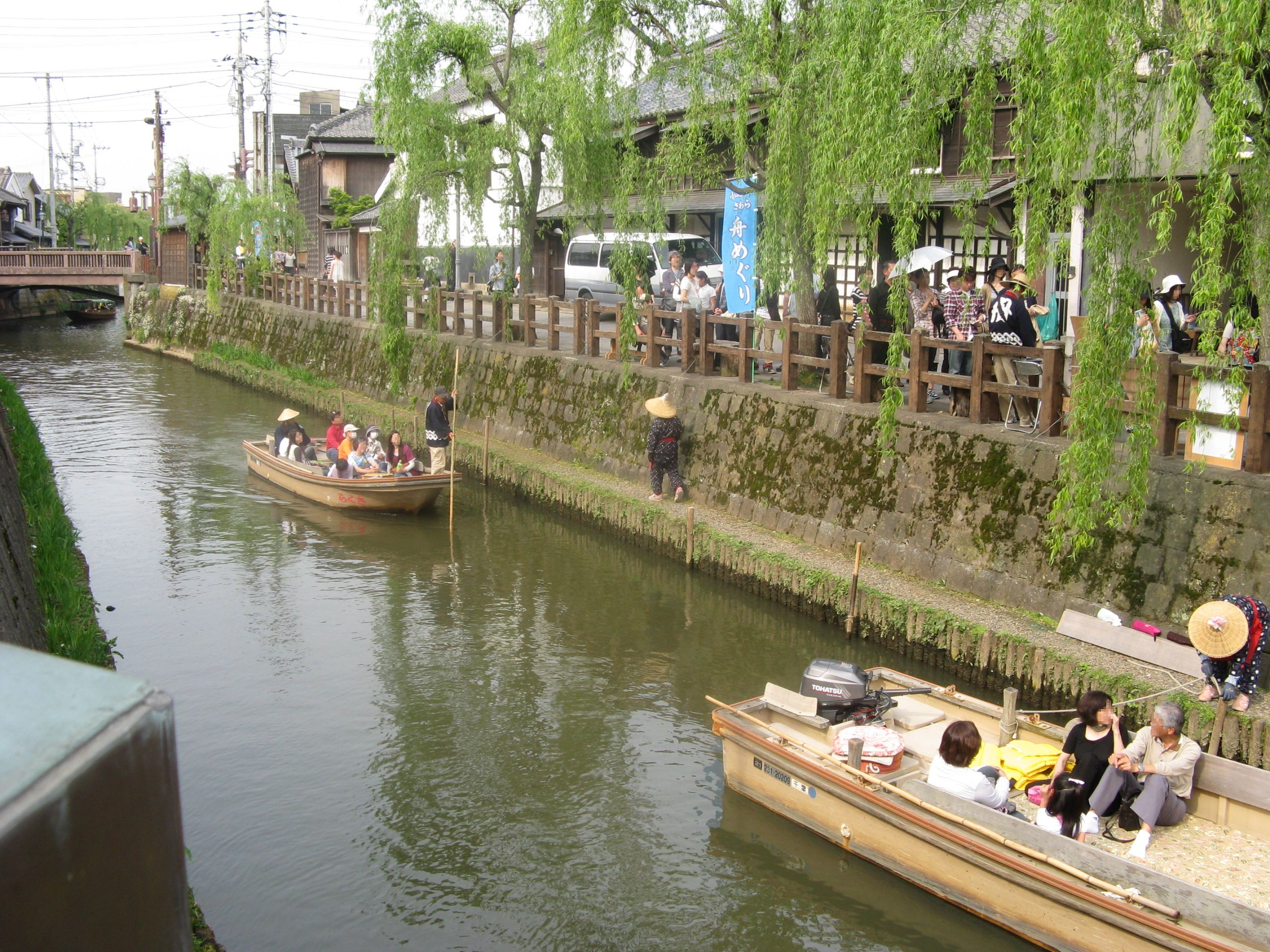
小野川観光舟事業（2010年撮影）

重伝建選定後は建造物保存のための修理について国の補助も受けられるようになった。はじめのうちは修理を希望する家が少なく、市役所の職員が個別に勧誘に回っても良い反応が得られなかった。しかし次第に理解が得られるようになり、修復の内容も、より昔の手法に近いものが求められるようになっていった。
また当時、町並みの中心部にある忠敬橋には歩道橋が掛けられていた。この歩道橋の存在については昔から賛否両論あったが、重伝建選定後は景観を損ねるとの理由で撤去の声が多くなり、1998年に撤去された。また1999年には、佐原郵便局の協力により、新たに丸型ポストが設置された。
さらに、この時期からは保存活動に加えて、町並みに活気を取り戻すための観光事業にも積極的な取り組みがみられた。佐原市は2000年に「佐原市中心市街地活性化基本計画」を策定し、「水郷の小江戸 産業観光でにぎわいの再興」をキャッチフレーズにして、佐原の中心部にかつてのにぎわいを復活させようとした。この基本計画では対象地区を小野川周辺地区、JR佐原駅周辺地区、本宿耕地地区の3つに分類しており、重伝建地区があるのはこのうちの小野川周辺地区にあたる。本地区では活性化の事業として、小野川の舟運事業や建物の空き家対策などが挙げられた。
このうち小野川の舟運は、戦後、30年にわたって途絶えていた時代もあったが、佐原の大祭時に利根川河川敷の駐車場と祭り会場を結ぶ便として1993年に復活していた。基本計画ではこれを通年化することとし、2003年から観光舟の運行を始めた。一方で2002年、小野川沿いの道路の一部区間は駐車禁止とした。舟運事業は、佐原市民、商工会議所、佐原市が出資したタウンマネージメント機関である株式会社ぶれきめらが運営している。
ぶれきめらはまた、空き地となっていた土地に木造のレストランを設置するなどの活動をおこなった。

### まちづくり運動の進展

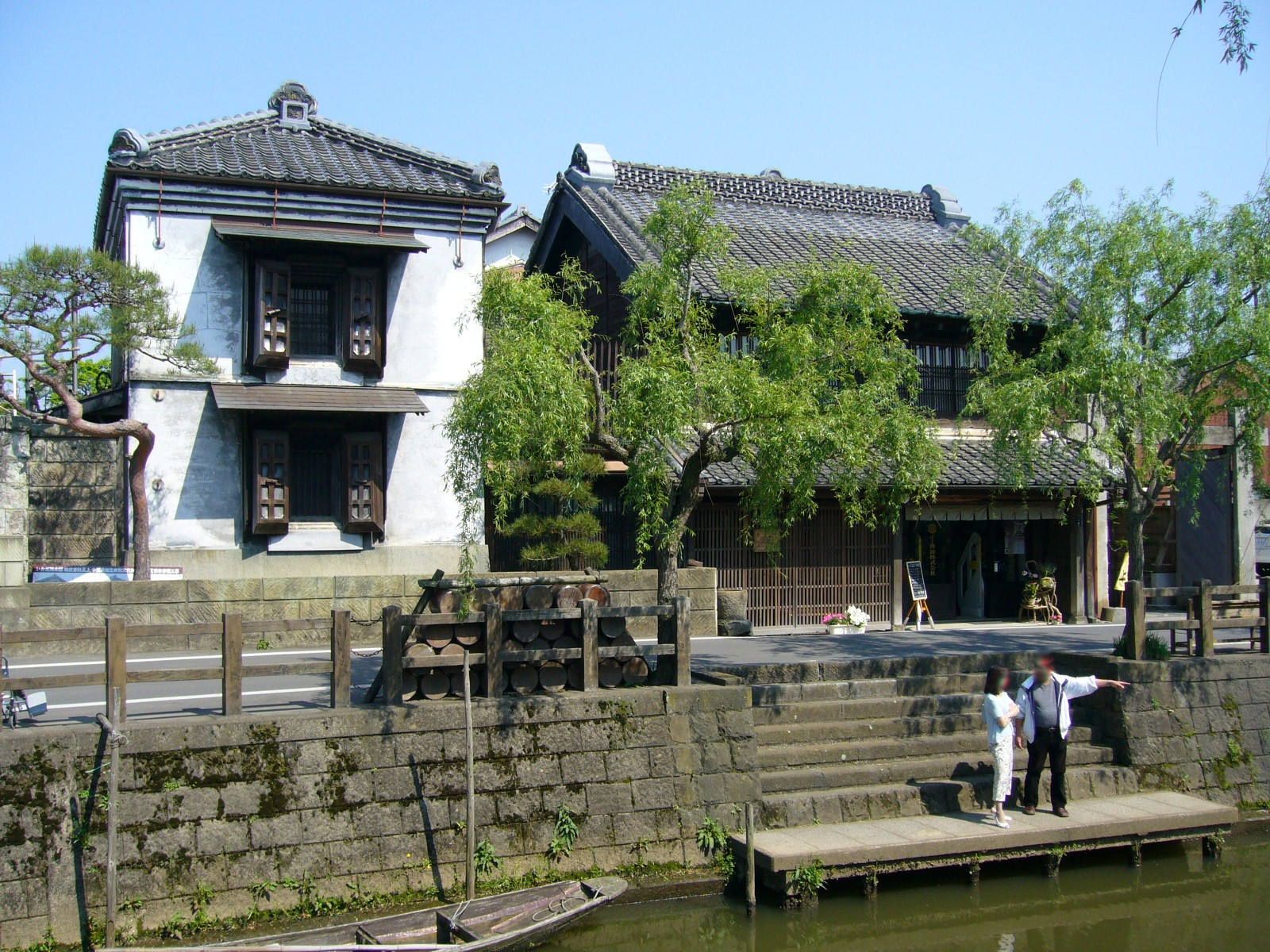
小野川沿いの町並み

東京三菱銀行（当時）は、三菱館の隣に店舗を建設して営業を続けていたが、2003年に撤退した。そこで佐原市はこの土地と建物を取得して、「佐原町並み交流館」への改修をほどこし、三菱館とあわせた新たな観光拠点づくりを進めた。この施設は民間での運用が計画されていたため、今まで三菱館を中心に活動してきた考える会は2004年にNPO法人を取得した。佐原町並み交流館は2005年に市の運営でオープンし、2006年から考える会に業務委託された。考える会は交流館で館内展示や観光案内などをおこなった。
また、考える会と市は2006年6月から、集客のために八坂神社で「小江戸佐原の骨董市」を共同開催した。骨董市は現在でも月に1度開かれ、平均1,500人ほどの集客を生んでいる。
一方、町並みの各店舗で店を守っていた女性たちは、市や商工会議所の協力のもと、新たな団体「佐原おかみさん会」を結成した。おかみさん会は2005年から「佐原まちぐるみ博物館」をはじめた。これは、各家がそれぞれ1つの博物館となって、家に保管されていた伝統的な道具や生活用品を観光客に紹介することで、佐原の伝統や文化に触れてもらうことを目的としている。
このほか、全国都市再生モデルとしての外国人観光客誘致事業（2003年以降）、全国都市再生イン佐原の開催（2004年）、大学生と協力した空き家解消などへの取り組み（2006年以降）、小野川沿いの電線地中化などをおこなった。
このような官民一体となったまちづくり運動によって、佐原市（2006年に合併し香取市となる）は平成17年度優秀観光地づくり賞金賞を受賞した。また、2009年には佐原の町並みが平成百景に選ばれた。観光客も増え、1976年で年間11,300人、考える会の活動当初でも年間推定5万人だった観光客数が、2009年には50万人を上回るようになった。

### 震災による被害と復興

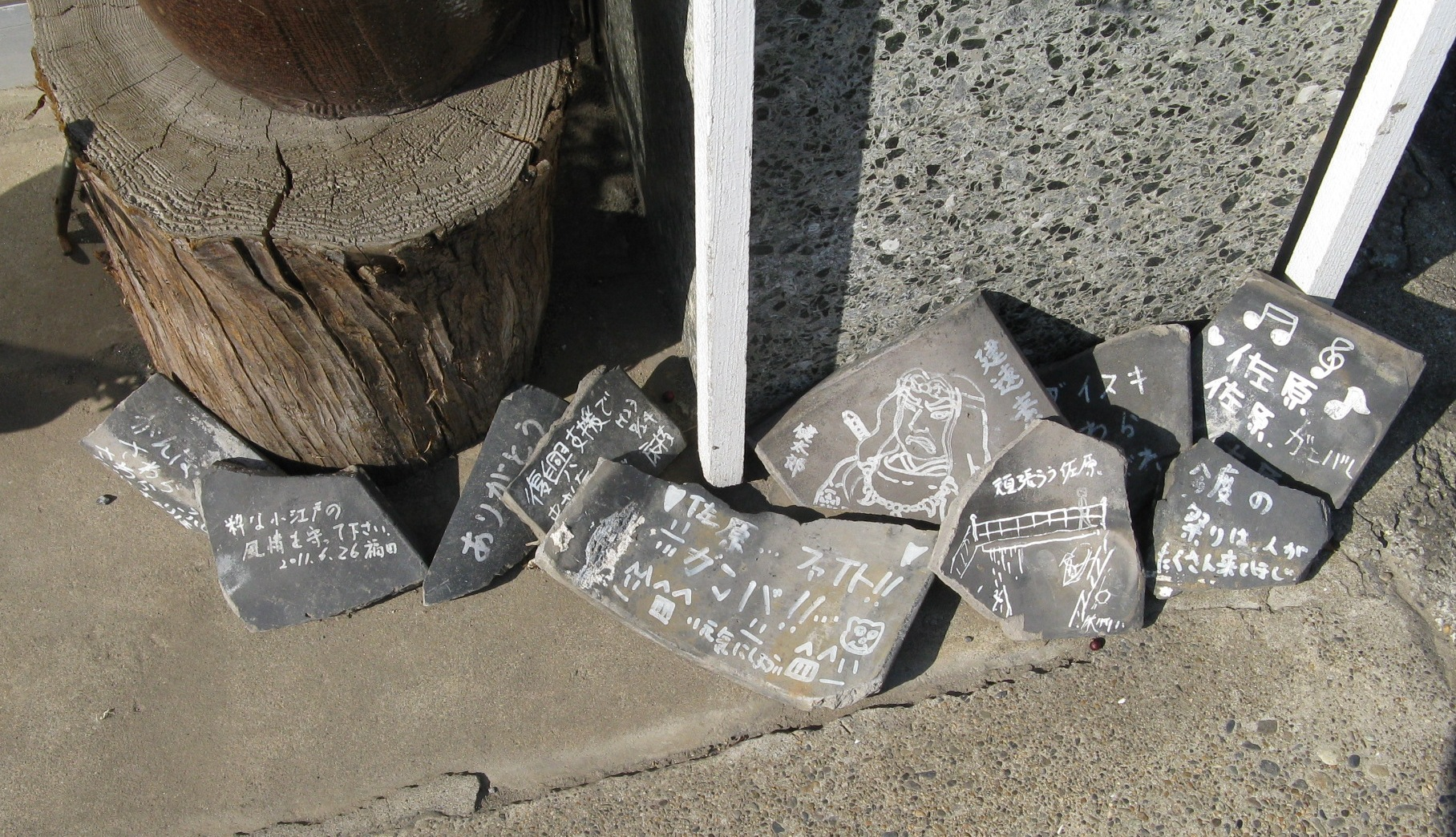
東日本大震災で落下し壊れた瓦に書きこまれた応援メッセージ。

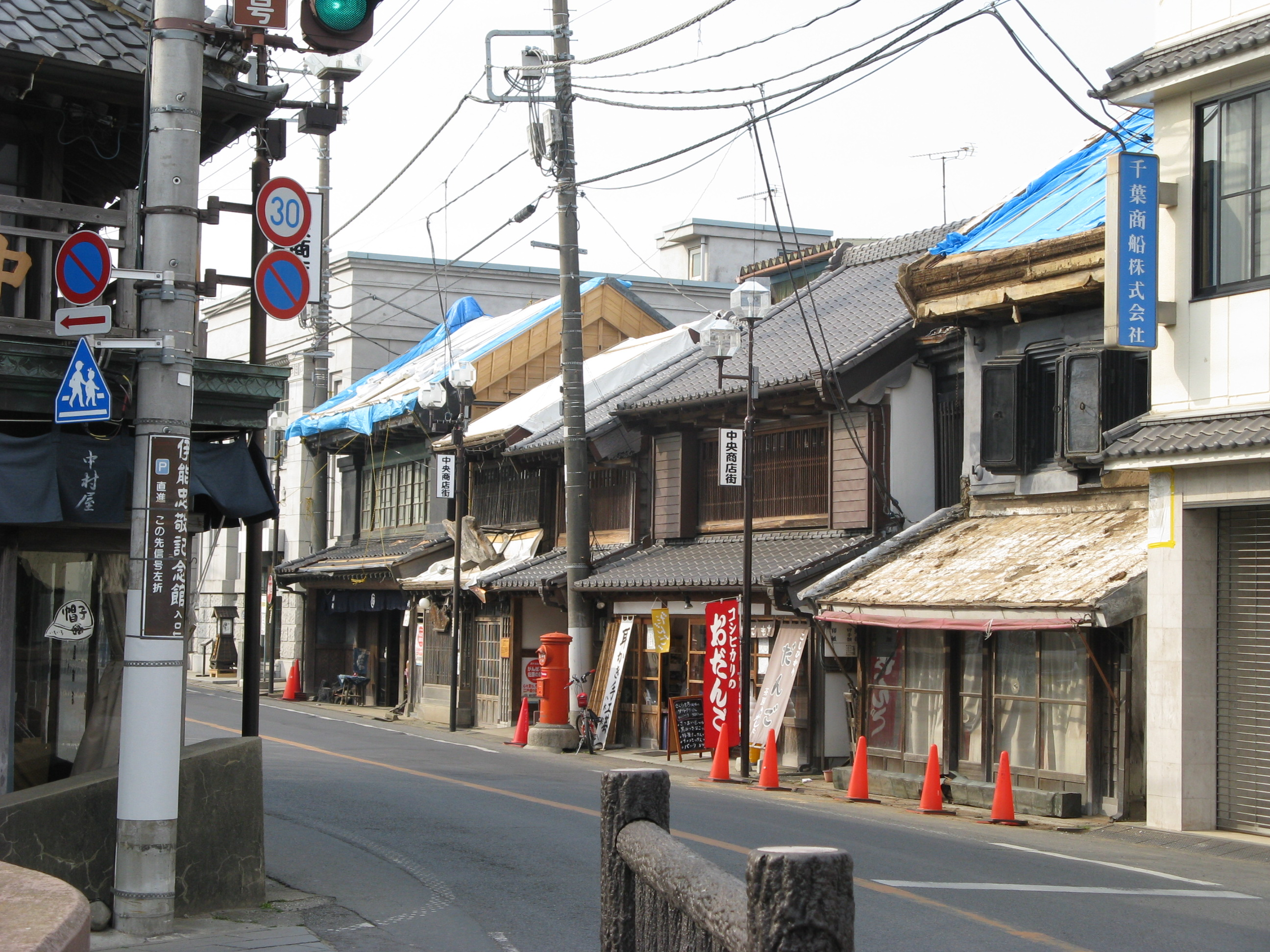
震災後の香取街道沿い

2011年3月11日、東北地方太平洋沖地震が発生し、香取市は震度5強の揺れを観測した。この地震により、市内は被災建物総数6,000棟、液状化面積3,500haの被害を受けた。
町並みも大きな被害を受け、重伝建地区内で保存すべき建築物に特定された建物93棟のうち、少なくとも25棟が復旧が必要と認定された。このほかに、自己資金による応急修理のみで済ませた物件や、重伝建地区外で被害にあった物件も存在する。特に県指定文化財に指定された建物は経年劣化の影響もあって被害が大きく、瓦の崩落、壁の亀裂等が目立った。国の史跡である伊能忠敬旧宅も被害を受けた。小野川の岸も崩れ、河口では液状化の影響で川床の隆起が見られた。瓦が崩れ落ちた町並みを見て、町並み保存の関係者からも「これで佐原のまちは終わってしまった」という感想がみられた。
考える会は、被害状況を確認したうえで理事会を開き、今後の活動について検討した。その結果、これまで整備してきた町並みを失うことはできないので、残すために民としてできることをするという方針でまとまった。
建物の復興については、被害件数が多く一度には修復できないため、まずは町並みの中核となる県指定有形文化財を優先させることとした。しかしこれらの建物は被害が大きく、修復には数百万円から数千万円の費用が必要になるため、補助金を考慮に入れたとしても、建物所有者の負担は大きかった（通常の負担割合は県1/2、市1/6、所有者1/3）。そこで考える会と県教育委員会との交渉などにより、補助金のかさ上げが決定された。これにより修理費は県が75%、市が20%を補助することになり、所有者負担は5%まで抑えられた。
また、考える会によって募金活動がおこなわれ、全国から600万円以上が集まった。この義捐金は、文化財指定外のために補助を受けられない建物の所有者に渡された。
さらに考える会は、全国町並み保存連盟を通してワールド・モニュメント財団に支援を依頼した。2011年10月には財団職員が佐原を視察し、佐原の町並みを存続が危ぶまれる危機遺産としてリストに載せた。そして2012年5月、アメリカン・エキスプレスがスポンサーとなり、20万ドルの支援が決まった。
一方香取市でも、国や県の協力を受けながら、復興活動に取り組んだ。市は2011年4月に重伝建地区の復興について文部科学省や文化庁に要請した。4月16日には民主党幹事長の岡田克也が、23日には国土交通大臣の大畠章宏がそれぞれ佐原を訪れた。8月からは香取市復興会議を開催し、さらにアンケートなどにより市民の意見を聴いたうえで、2011年11月、香取市災害復興計画を策定した。この復興計画では、町並みについて、修理費の助成や伝統木造建築物の耐震化推進などの事業が明記された。

### 復興後の現在

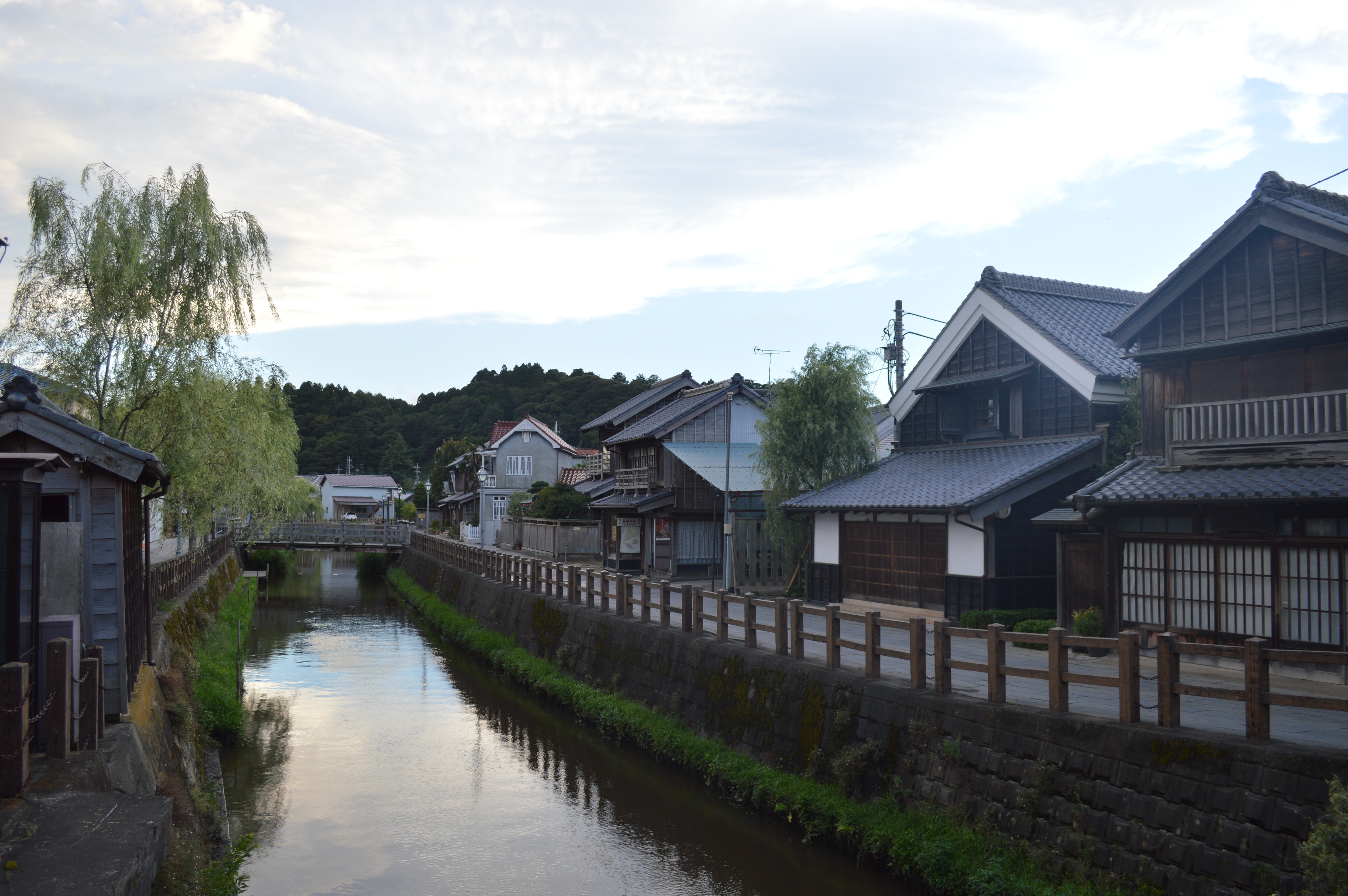
修復後の町並み（2013年）

震災で被害にあった建物の修復は2013年の時点でほぼ完了した。その際には、これまで現代的であった外観を町並みに合わせた形に修復する動きもあった。
東京大学都市デザイン研究室では、2008年から「佐原プロジェクト」を始め、学生によるまちづくりや、空き家対策などを提案している。2013年からは佐原高校の生徒（2014年にチーム名を「SMP（佐原まちづくりプロジェクト）」と命名）と協力して「さわら部」を結成した。さわら部は、震災後に香取市に譲渡された空き家の古民家を一時的に使用して「さわらぼ」と名付け、そこで様々なイベントを実施することで、高校生らと町や地元住民との交流を試みている。
2013年、タイ映画『ファットチャント』のロケ地となったことにより、タイからの観光客が急増し、2018年時点では、外国人観光客の3人に1人がタイ人となっている。そのため、香取市ではタイ語のおもてなしブックを配布したり、タイ出身の国際交流員を任用したりするなどの対応をとっている。
2018年6月7日、重要伝統的建造物群保存地区を含んだ佐原の文化財が、佐倉市（城下町）・成田市（門前町）・銚子市（港町）とともに「北総四都市江戸紀行・江戸を感じる北総の町並み」として日本遺産に認定された。
従来は外国人を含めて日帰り観光客が多く、地元への経済効果が乏しかった。2018年には官民6社によって「株式会社ニッポニアサワラ」が設立し、古い民家・商家を改装するなどして景観と調和させたホテル「佐原商家町ホテルNIPPONIA（ニッポニア）」を開業した。ここではIoTを利用した多言語対応により、外国人を含めた宿泊客の獲得を目指している。

## その他の観光資源

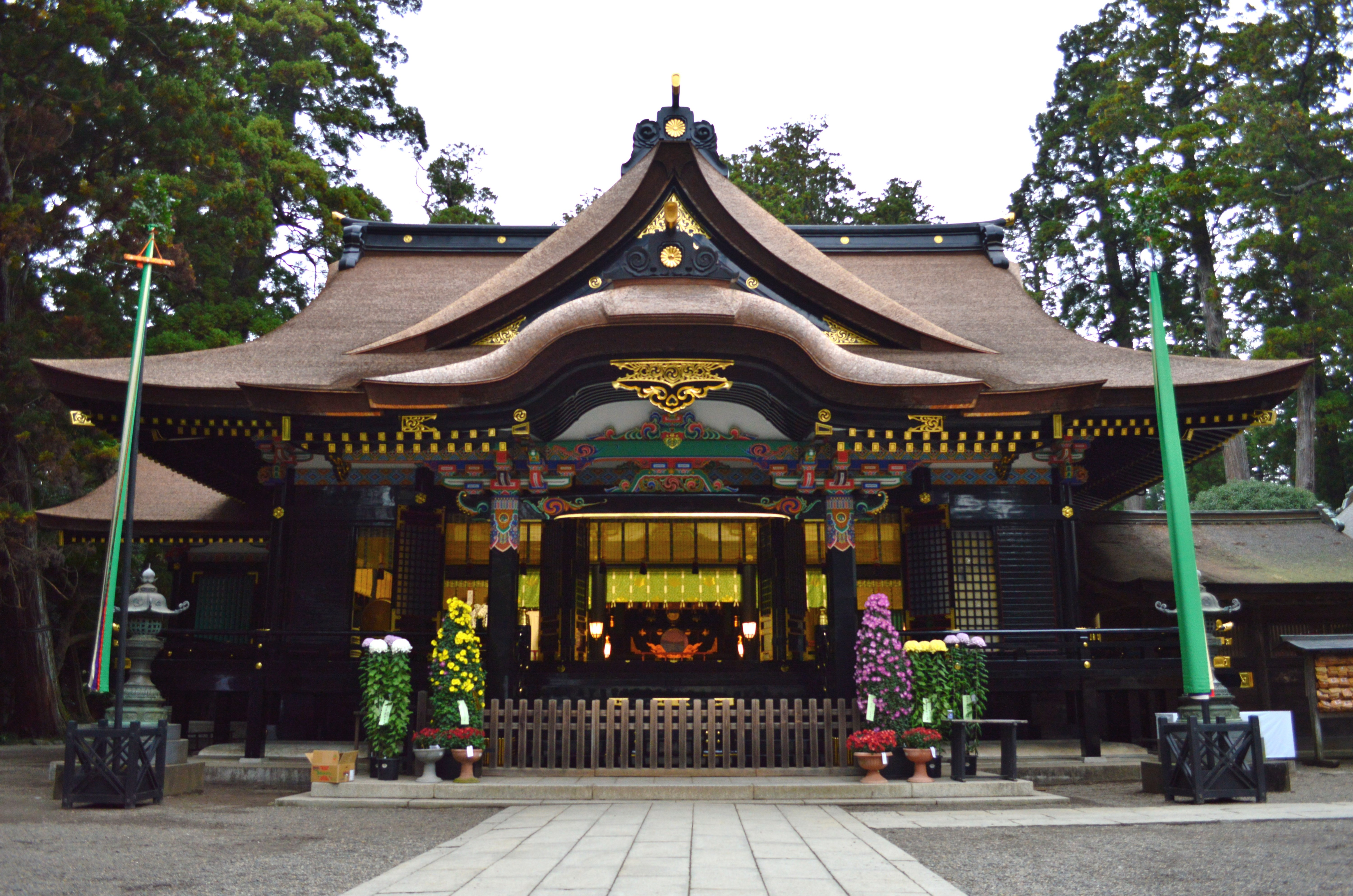
香取神宮拝殿

- ぶれきめら（小野川の観光遊覧船乗り場）
- 伊能忠敬記念館
- 水郷佐原山車会館
- 佐原町並み交流館
- 道の駅・川の駅水の郷さわら（道の駅）
- 香取神宮（香取神社の総本社）
- 八坂神社（香取市）
- 観福寺（関東三大厄除大師）
- 諏訪神社（香取市）

## ギャラリー

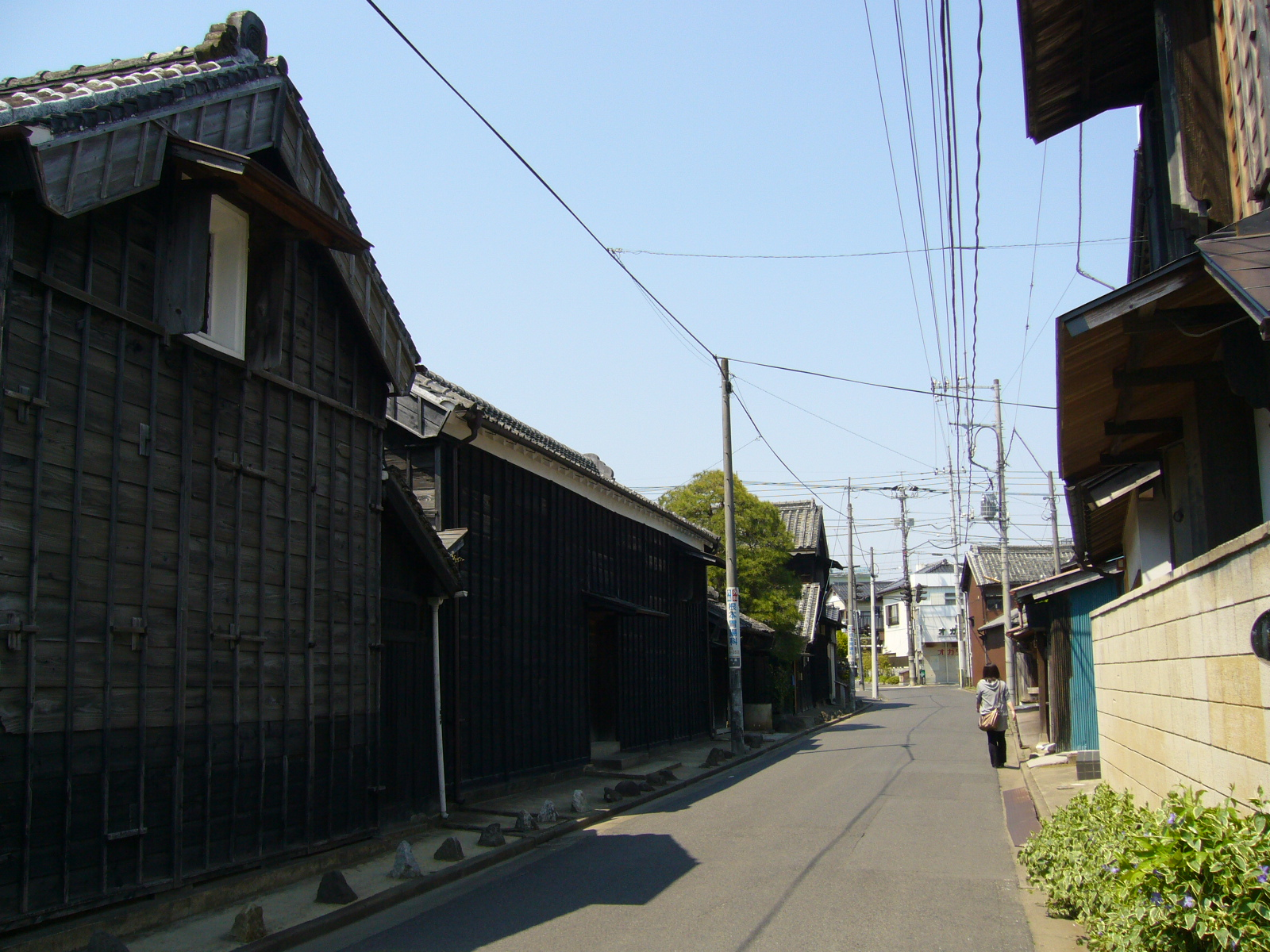
下新町通り
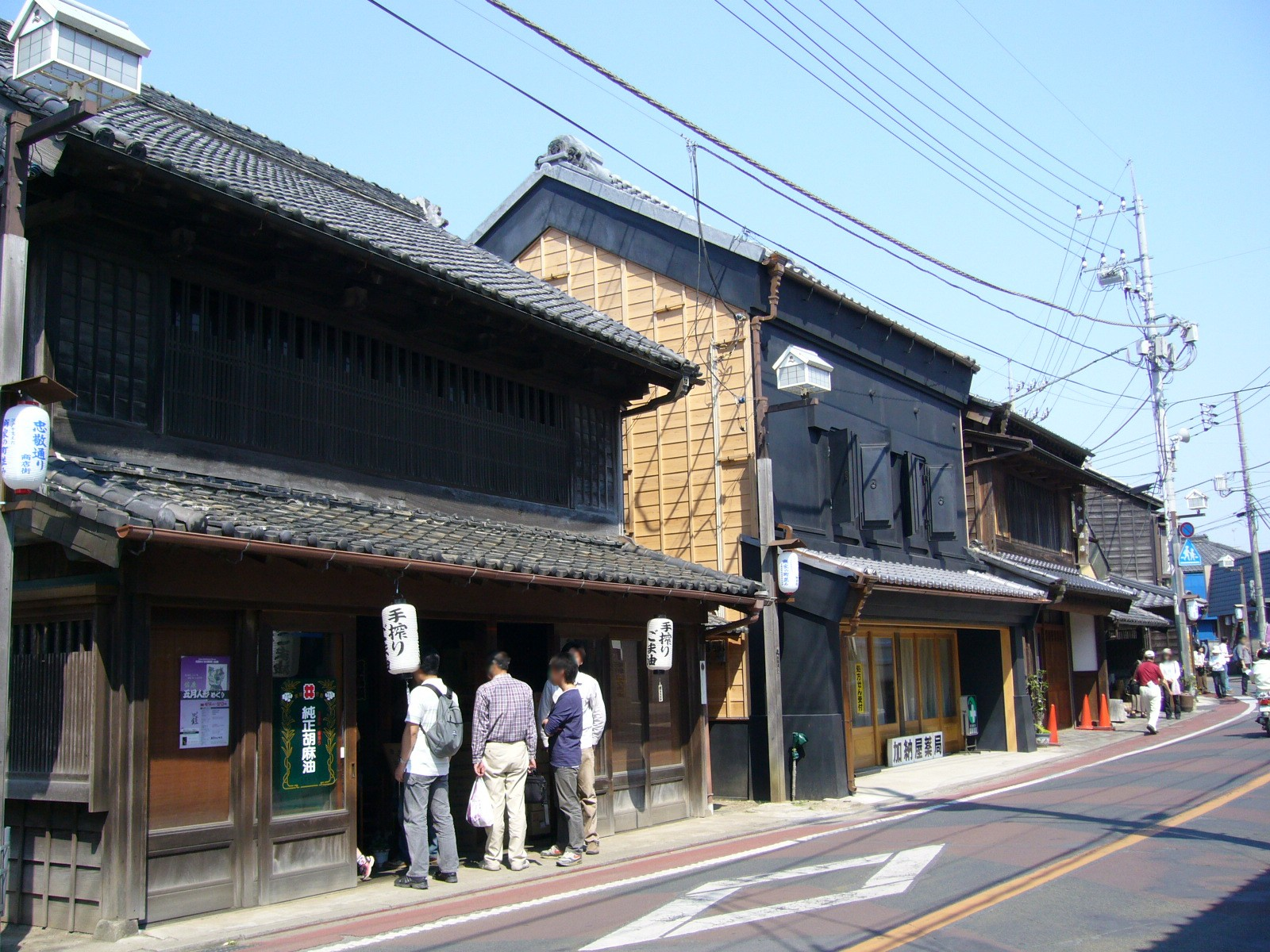
香取街道沿い
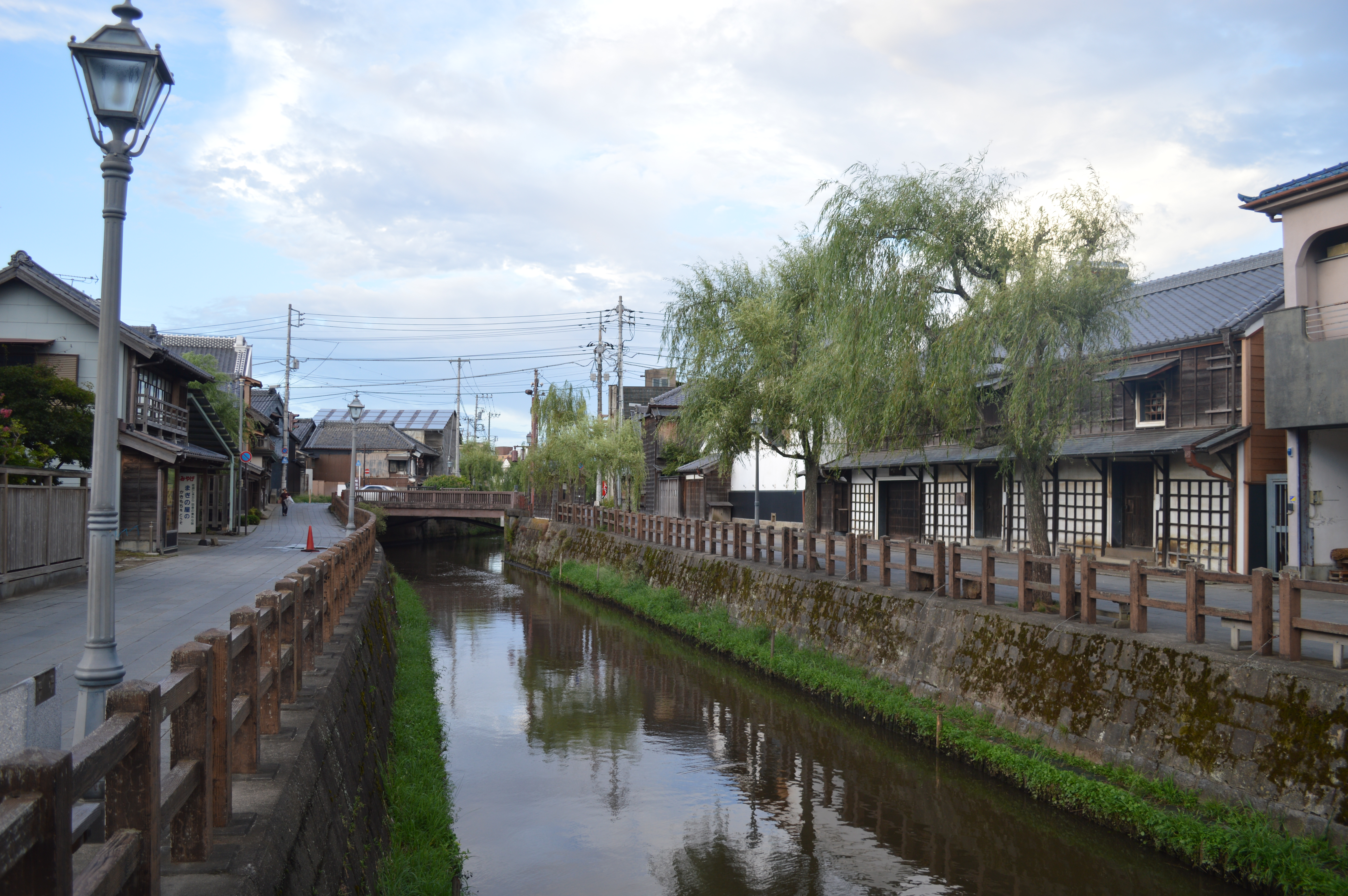
小野川沿い
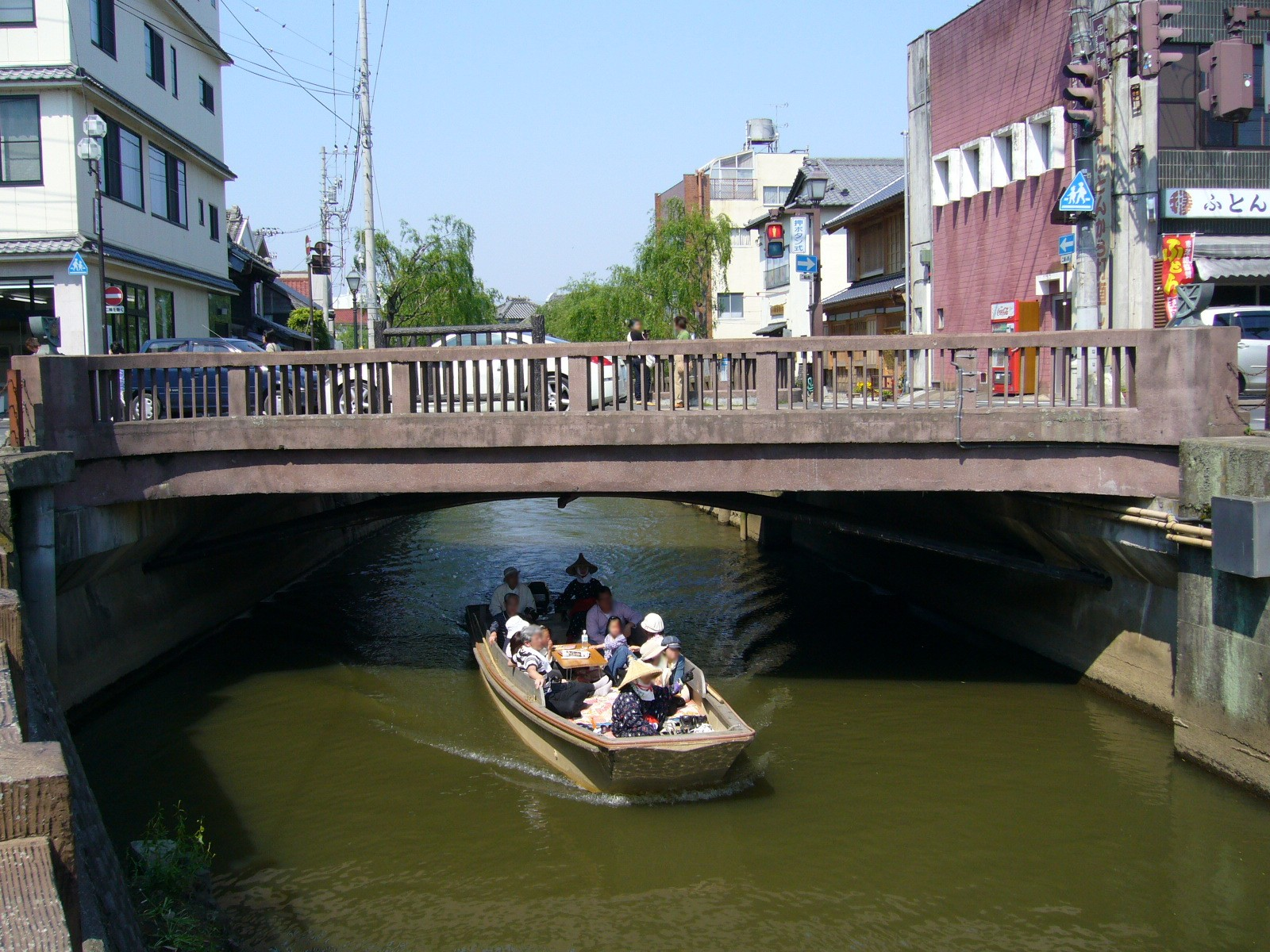
忠敬橋

## 交通
- 鉄道
  - JR成田線佐原駅、徒歩約10分
- 高速バス
  - 千葉交通浜松町－東京駅 ⇔（佐原経由）－銚子・東芝町間高速バス、佐原駅北口下車、徒歩約10分
  - 関東鉄道東京駅 ⇔（佐原・潮来・麻生経由）－鉾田駅間高速バス、忠敬橋下車